# Kamala Harris
Pour les articles homonymes, voir Harris.
Kamala Harris (/ˈkɑ.mə.lə ˈhæ.ɹɪs/), née le 20 octobre 1964 à Oakland (Californie), est une femme d'État américaine. Membre du Parti démocrate, elle est notamment la 49e vice-présidente des États-Unis, première femme à exercer ce poste, en fonction du 20 janvier 2021 au 20 janvier 2025.
Elle est procureure du district de San Francisco de 2004 à 2011, puis procureure générale de Californie de 2011 à 2017 ; elle est la première femme à occuper ces deux fonctions. De 2017 à 2021, elle est sénatrice fédérale pour la Californie.
Candidate à l'investiture démocrate pour l'élection présidentielle de 2020, elle réalise des performances remarquées mais voit ses intentions de vote décliner et se retire avant le début des primaires. Joe Biden la choisit ensuite pour être sa colistière à la vice-présidence ; le ticket l'emporte, ce qui fait d'elle la première femme ainsi que la première personne afro-américaine et asio-américaine à être vice-présidente du pays.
En août 2024, elle est désignée candidate démocrate à l'élection présidentielle de novembre suivant après avoir reçu le soutien du président Biden, qui s’est désisté le mois précédent, visiblement affaibli et ayant renoncé à briguer un second mandat. Elle est d’abord donnée en tête des intentions de vote à l’échelle nationale dans les sondages, mais le scrutin s’annonce très serré et totalement incertain dans les États-clés (Swing state). Elle perd finalement l'élection, échouant à la fois au vote populaire et au vote des grands électeurs, en obtenant 226 voix contre 312 pour l'ancien président républicain Donald Trump.

## Situation personnelle

### Origines et famille

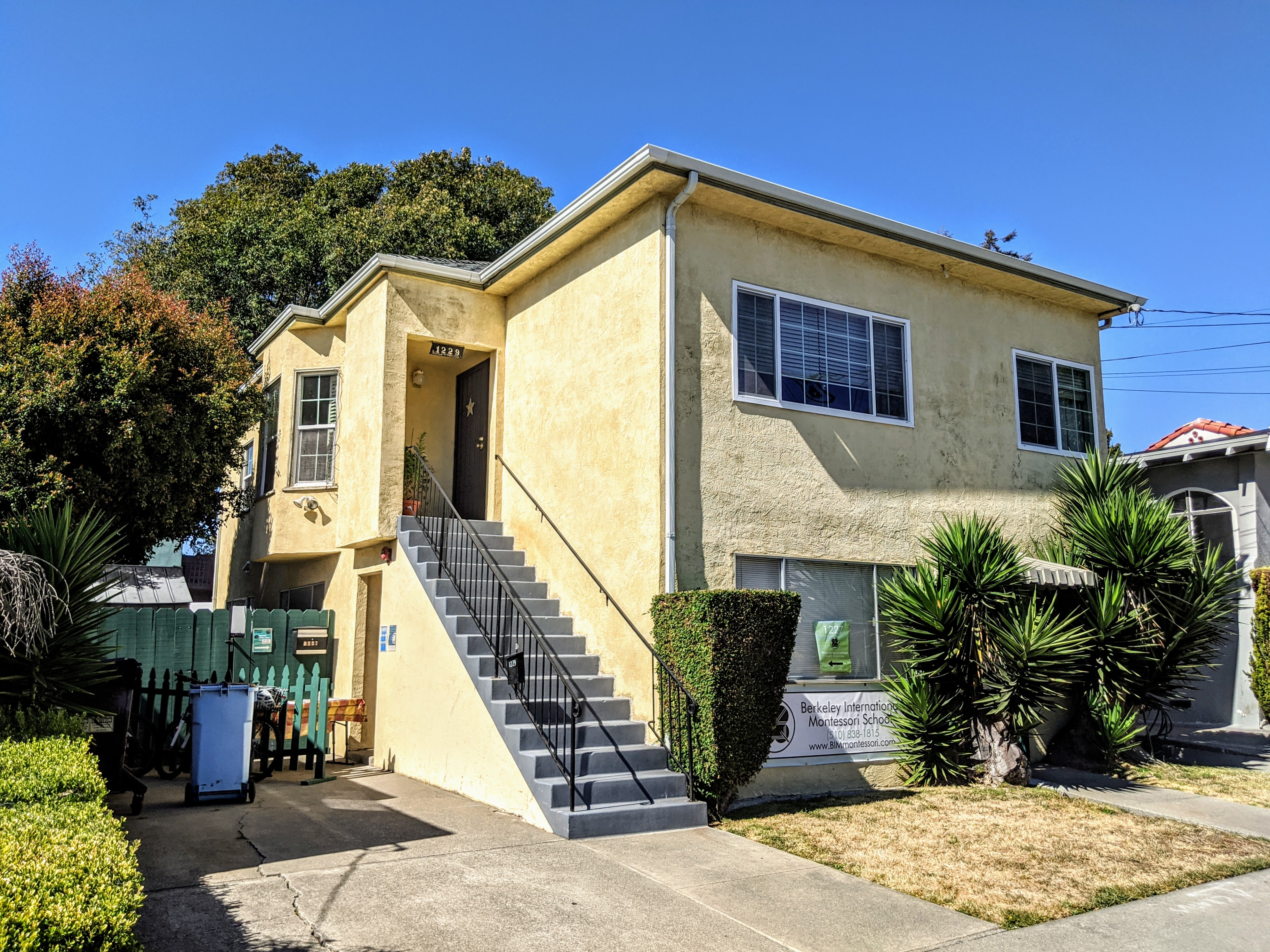
Maison d'enfance de Kamala Harris à Berkeley.

Kamala Devi Harris est la fille de l’économiste afro-américain Donald J. Harris, professeur émérite à l'université Stanford, originaire de la Jamaïque, venu aux États-Unis en 1961 pour préparer un doctorat à l'université de Californie à Berkeley, et de Shyamala Gopalan, biologiste et oncologue indo-américaine spécialiste du cancer du sein, native de Madras dans le sud de l'Inde et venue aux États-Unis en 1960 pour préparer un doctorat d'endocrinologie également à l'université de Californie à Berkeley,. Kamala Harris grandit à Oakland, en Californie. Ses parents se séparent lorsqu’elle a sept ans et Kamala vit à Montréal, Canada, de 1976 à 1981, avec sa sœur Maya Harris et sa mère, cette dernière ayant obtenu un poste à l'Hôpital général juif et un emploi d'enseignante à l'Université McGill.

### Vie privée

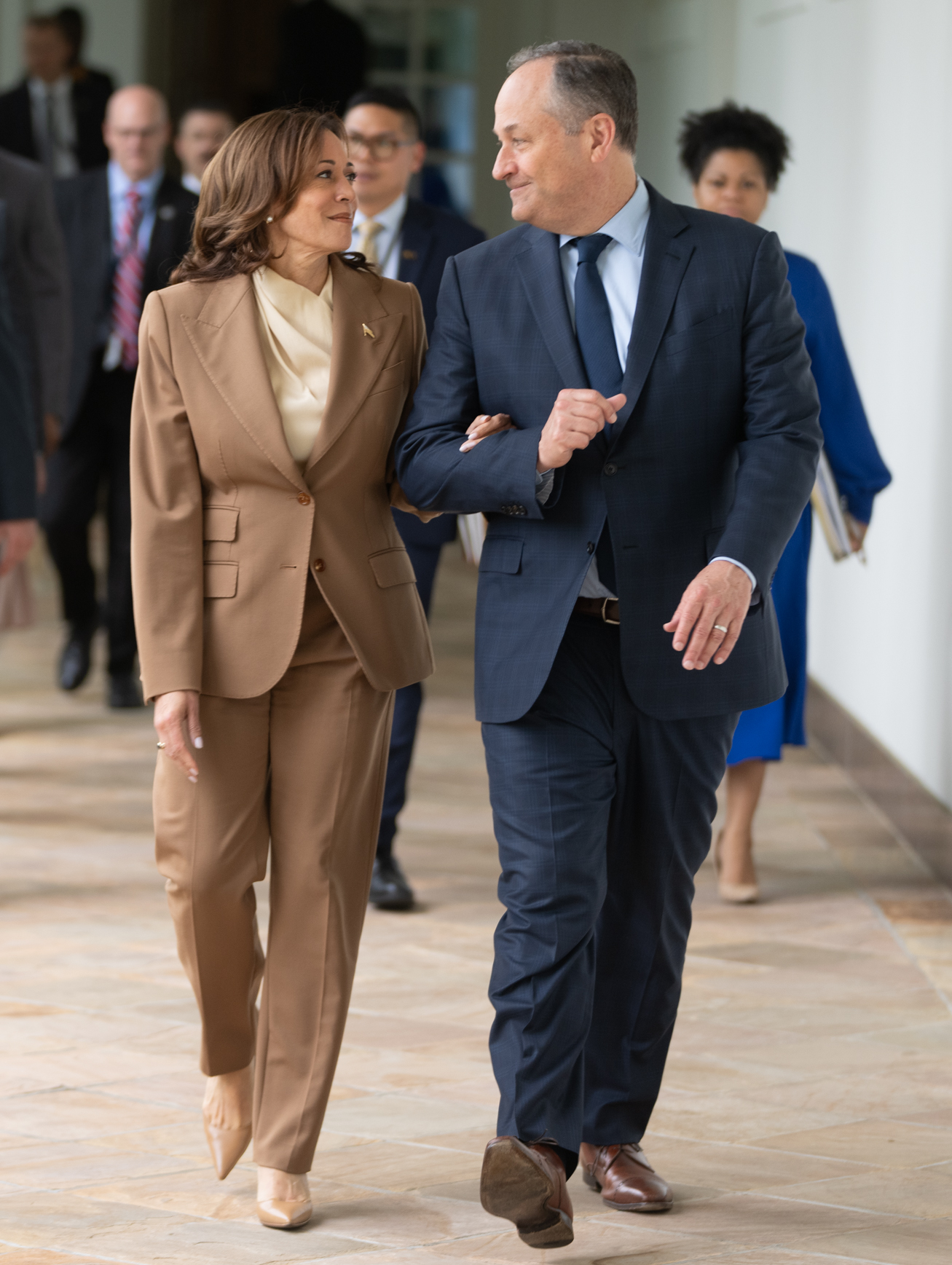
Kamala Harris avec son époux, Doug Emhoff, en 2021.

Kamala Harris a une relation avec l'ancien maire de San Francisco Willie Brown dans les années 1990, puis une autre, brièvement, avec l'animateur de télévision Montel Williams en 2001,. Elle épouse en 2014 l'avocat du secteur du divertissement et de Hollywood Douglas Emhoff, qui a deux enfants d'un premier mariage : Cole, né en 1994, et Ella (en), artiste et créatrice de mode, née en 1999. Kamala Harris aurait des relations amicales avec la productrice de cinéma Kerstin Emhoff (en), l'ex-épouse de son mari. Selon leurs enfants : « Ils s'entendent bien. C'était comme avoir trois parents. On a eu de la chance par rapport à d'autres familles divorcées ». En 2021, le patrimoine du couple est estimé à 6,5 millions de dollars (environ 5,3 millions d'euros),.
Harris est chrétienne baptiste, membre de la Troisième église baptiste de San Francisco, affiliée aux Églises baptistes américaines USA,.

### Formation
Pour ses études primaires, Kamala Harris fréquente une école francophone à Montréal, puis entame des études secondaires dans une école secondaire anglophone à Westmount (Québec), où elle obtient un diplôme de fin d'études en 1981.
Elle revient aux États-Unis, à Washington, où elle obtient en 1986 une licence (bachelor) en science politique à l'université Howard suivi d'un diplôme de Juris Doctor à l'École de droit Hastings de l'université de Californie à San Francisco,. Durant ses études à Howard, elle fait partie de la sororité Alpha Kappa Alpha.

## Carrière judiciaire

### Débuts dans la région de San Francisco
Kamala Harris intègre le barreau de Californie en 1990 en tant qu'adjointe au procureur de district du comté d'Alameda. En 1994, elle est nommée par le président de l'Assemblée de l'État de Californie, Willie Brown, avec qui elle a une relation extra-professionnelle, à des charges à la cour d'appel de l'assurance chômage (en) et à la commission de l'assurance médicale (California Medical Assistance Commission). Après six mois d'interruption de son mandat de procureure, elle le réintègre tout en combinant celui-ci avec ces deux autres charges. Sa relation avec Willie Brown suscite des critiques, tandis que celui-ci défend son activité,,. En 2019, Willie Brown affirme qu'il « pourrait avoir aidé sa carrière » à travers ses nominations de 1994. Il rompt avec elle lorsqu'il est élu maire de San Francisco en 1996. En 1998, elle est choisie par le procureur du district de San Francisco Terence Hallinan (en) pour diriger le département des enquêtes criminelles (Career Criminal Division). Elle a sous son autorité cinq autres procureurs, et mène des poursuites pour des cas d'homicides, de cambriolages, de braquages, et d'agressions sexuelles, particulièrement dans des cas relevant de la loi des trois prises. L'adjoint de Terrence Hallinan, un certain Darrell Salomon, s'oppose à Kamala Harris, à propos du référendum 2000 California Proposition 21 (en), qui aurait permis aux procureurs de poursuivre des prévenus mineurs (moins de 18 ans) devant des cours pour majeurs plutôt que devant des cours pour mineurs. En fait, Kamala Harris n'est pas favorable à ce référendum. En 2000, elle est engagée par la mairie de San Francisco pour épauler l'avocate de la ville (en) Louise Renne. Kamala Harris y dirige la division de l'aide aux familles et aux jeunes mineurs, traitant les cas d'abus et d'absence de soins. Louise Renne la soutient officiellement dans sa campagne à l’élection comme procureure du district.

### Procureure du district de San Francisco
En 2003, elle est élue procureure du district de San Francisco face à Terence Hallinan et Bill Fazio, avec 56 % des voix, devenant la première procureure de district de couleur de Californie mais aussi la première femme de l'Histoire à occuper cette fonction à San Francisco. Elle promet de ne jamais requérir la peine de mort et de plaider pour les « trois prises » seulement s'il s'agit de crimes avec violences.

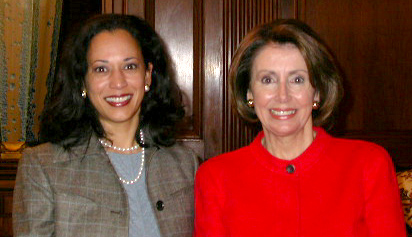
Kamala Harris et la représentante de Californie Nancy Pelosi, à droite, en 2004.

Kamala Harris mène une campagne « énergique », assistée de l'ex-maire de San Francisco Willie Brown, de la sénatrice de Californie et ancienne maire de San Francisco Dianne Feinstein, de l'écrivain et caricaturiste Aaron McGruder, et des comédiens Eddie Griffin et Chris Rock,. Elle tente de se différencier de Terence Hallinan en critiquant son bilan. Elle affirme qu'elle a quitté le parquet de ce dernier parce qu'il était technologiquement incapable et « dysfonctionnel », insistant sur le taux de condamnations « abyssal » de 52 % pour les crimes graves, en dépit d'une moyenne californienne de 83 %. Elle accuse Terence Hallinan de promouvoir des gens sans mérite dans son parquet et de protéger des collaborateurs s'étant mal comportés. Elle affirme de plus que son parquet ne fait pas assez pour limiter la violence armée dans la ville, particulièrement dans les quartiers pauvres comme Bayview ou Tenderloin (en), et critique sa propension à accepter des négociations de peine dans les cas de violences domestiques,.
Lors de la campagne, elle est vivement critiquée pour sa proximité avec Willie Brown. En réponse, elle tente de se distancier de ce dernier, affirmant que sa carrière est « derrière lui » et qu'elle « ne lui doit rien », tout en refusant « de concevoir [s]a campagne autour d'une critique » de Willie Brown.
En 2007, c'est sans opposition qu'elle se représente pour un deuxième mandat.

### Procureure générale de Californie

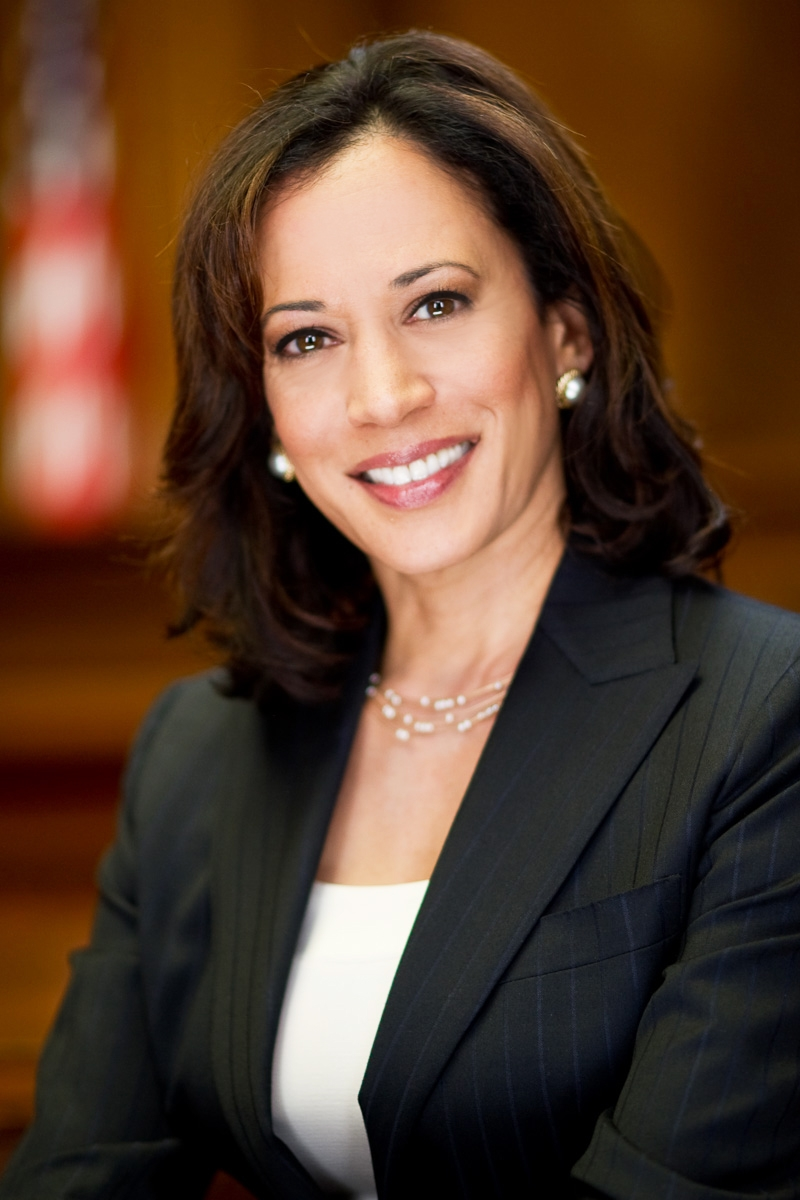
Portrait officiel de Kamala Harris comme procureure générale de Californie (2010).

#### Élection et mandat
En 2010, Kamala Harris est élue procureure générale de Californie et réélue en 2014 pour un second mandat. Elle est la première femme dans l'histoire des États-Unis à occuper ce poste.

#### Programmes en matière de drogue
En matière de stupéfiants, elle lance le programme dit « Back on Track » (« Remise sur les bons rails »), pour réduire la récidive des primo-délinquants condamnés pour des infractions non assorties de violences[à développer]. Par ailleurs, elle fait le choix de ne pas s'associer à l'effort de plusieurs États qui tentent de faire retirer la marijuana de la liste fédérale des substances les plus dangereuses, dont la mise à jour relève de la Drug Enforcement Administration (DEA).

#### Réforme de la justice pénale
En matière d'abus policiers, elle revendique un bilan allant dans le sens du progrès, avec notamment les premiers programmes, soutenus par l'État de Californie, de formation des personnels judiciaires aux biais inconscients (en), d'usage de caméras-piétons pour les agents du département de la justice, d'enquêtes sur les pratiques des policiers, et de publicité des données sur les décès au cours d'arrestations, lors de détentions, ou par des tirs d'agents du maintien de l'ordre.

#### Crise des subprimes et négociations
L'une des actions phares de son mandat comme procureure générale d’État est son implication lors de la crise des subprimes, dans la négociation d'un accord national avec les cinq plus grandes sociétés de prêts hypothécaires du pays, accusées d'avoir utilisé des méthodes illégales dans leurs saisies immobilières. En septembre 2011, après un an de négociations menées avec d'autres procureurs d'État et des autorités fédérales, elle abandonne ses poursuites. Kamala Harris défendra plus tard sa décision en affirmant que l'accord en voie de conclusion n'indemnisait pas suffisamment l'État de Californie et protégeait les banques de futures enquêtes sur les pratiques financières ayant mené à la crise des saisies immobilières. Elle affirme avoir interrompu ses poursuites après une rencontre avec les banques, qui prévoyaient selon elle un accord d'une valeur de 2 à 4 milliards de dollars, qu'elle considérait bien trop faible. Quelques mois plus tard, un accord national est signé, tandis que Kamala Harris a pu conclure, avec les trois plus grands fournisseurs d'hypothèques — les banques Wells Fargo, JPMorgan Chase et Bank of America — un accord séparé concernant la Californie. Cet accord prévoit une réduction de dette de 12 milliards pour des propriétaires californiens, avec au total 18 milliards d'aides financières. Plus précisément, les banques réduiront les dettes de 18,4 milliards et apporteront 2 milliards en aides financières sous d'autres formes[à développer].

#### Poursuites contre les dirigeants bancaires
Seuls quelques directeurs d'agences bancaires à l'origine de la crise seront poursuivis. C'est le cas de Steven Mnuchin, ex-directeur général de la banque OneWest (en) et futur secrétaire au Trésor des États-Unis au sein de l'administration Trump, qu'elle refusera, en 2012, de poursuivre, lui et sa banque, pour fraude hypothécaire, malgré une enquête et une recommandation du département de la Justice de Californie. Ses critiques de gauche lui reprochent d'avoir fait preuve de trop de retenue vis-à-vis du secteur financier, soulignant son inaction dans ce cas et d'autres, notamment par le fait que l'équipe antifraude hypothécaire qu'elle a créée « n'a traité que trois cas en 10 ans ». En 2017 au Sénat, elle vote contre la nomination de Mnuchin au poste de secrétaire du Trésor et, en réponse aux critiques, explique que « nous avons agi selon les faits et les preuves ».

#### Sur les crimes sexuels et autres questions de justice
En ce qui concerne les crimes sexuels, elle ordonne aux agents de probation de ne pas appliquer l'assignation à résidence à l'encontre des délinquants sexuels. Elle s'attaque à la pornodivulgation. Son action concernant le cas George Cage est contestée par des journalistes travaillant pour The New York Times, étant donné qu'elle contribue à le maintenir en prison sans preuve du viol qu'il est soupçonné d'avoir commis. Elle refuse de défendre devant les tribunaux l'interdiction du mariage homosexuel dans tout l'État (cette interdiction est connue sous le nom de proposition 8, qui est un référendum ayant le même objectif).

En 2017, Larry Wallace, l'un des adjoints de Kamala Harris accepte une transaction de 400 000 dollars pour l'arrêt d'une procédure engagée à la suite d'accusations de harcèlement à l'encontre d'une de ses assistantes, dans un emploi antérieur, fait ignoré par Kamala Harris au moment où elle l'a embauché. Elle se voit également reprocher par certains journalistes de ne pas travailler à la lutte contre les discriminations à l'encontre des justiciables de couleur ou de ne pas contribuer à améliorer la justice criminelle,,.

## Élection sénatoriale de 2016

### Début de la campagne

Logo de campagne de Kamala Harris en 2016.

En janvier 2015, la sénatrice démocrate Barbara Boxer annonce qu'elle ne se représentera pas à l'élection sénatoriale de 2016, après 24 ans de mandat. La campagne, qui s'annonce, promet de rudes affrontements et voit Antonio Villaraigosa, ex-président du parlement de l'État et maire de Los Angeles, faire très vite part de son intérêt pour ce mandat, tandis que Kamala Harris est la première à se déclarer candidate. Gavin Newsom, alors lieutenant-gouverneur de Californie, et le financier Tom Steyer, autres candidats potentiels, ne se déclarent pas,. Kamala Harris est alors la favorite, grâce au soutien fort qu'elle reçoit dès le début, notamment des sénateurs démocrates Elizabeth Warren, Cory Booker et Kirsten Gillibrand et des milieux des forces de l'ordre.

### Rivalités et soutien
Dès le début de la campagne, des rivalités régionales et ethniques se manifestent, les décideurs du Parti démocrate étant plutôt situés au Nord (les deux sénatrices Barbara Boxer et Dianne Feinstein venant de la baie de San Francisco) et Antonio Villaraigosa, venant du Sud. S'il était élu, il pourrait ainsi devenir le premier sénateur latino,,. Willie Brown invite Antonio Villaraigosa à ne pas se présenter par « loyauté » envers Kamala Harris, et le président du Parti démocrate de Californie, John Burton, réfute les insinuations d'une tentative des dirigeants du parti de favoriser Kamala Harris. Quelques semaines plus tard, Antonio Villaraigosa se résout à ne pas se présenter, mettant ainsi Kamala Harris face à des candidats inconnus du grand public comme Loretta Sánchez, Xavier Becerra et Adam Schiff,,.

### Primaires et soutien du Parti démocrate
En février 2016, Kamala Harris obtient le soutien du Parti démocrate de Californie, en réunissant 78 % des suffrages parmi les délégués du parti réunis en convention. Le 7 juin, elle arrive largement en tête de la primaire avec 39,9 % des voix, suivie par la représentante démocrate Loretta Sánchez (18,9 %) qu'elle affronte en novembre lors de l'élection générale. 34 candidats de divers partis participent à la primaire. Pour la première fois, aucun candidat républicain ne participera à l'élection sénatoriale de novembre : Duf Sundheim, qui fait le meilleur score parmi les républicains, étant arrivé troisième de la primaire avec 7,8 % des suffrages.

### Campagne générale et résultats
En juillet 2016, après la primaire, Kamala Harris obtient les soutiens du président Barack Obama et du vice-président Joe Biden, auxquels s'ajoutent, en octobre, ceux de sa prédécesseure Barbara Boxer et de l'autre sénatrice de Californie Dianne Feinstein.
Entre la primaire et l'élection générale, la campagne ne passionne pas,, notamment en raison d'une campagne nationale qui occupe tout l'espace médiatique et des faibles différences idéologiques entre Kamala Harris et Loretta Sánchez, bien que cette dernière courtise également l'électorat républicain,. Kamala Harris mène une campagne progressiste et indique que la lutte contre le changement climatique, l'augmentation du salaire minimum, la réforme de la justice pénale et l'interdiction des fusils d'assaut seront parmi ses priorités. Elle est largement donnée favorite, levant plusieurs millions de dollars et disposant d'une confortable avance de 20 points dans les sondages. Son statut de favorite lui permet de faire campagne pour d'autres candidats démocrates, à la Chambre des représentants et à la législature de Californie. En novembre 2016, elle remporte l'élection avec 61,6 % des voix et arrive en tête dans 54 des 58 comtés de l'État.

## Sénatrice des États-Unis

Portrait officiel de Kamala Harris comme sénatrice (2017).

Kamala Harris prête serment en tant que sénatrice des États-Unis le 3 janvier 2017, devant le vice-président (et donc président du Sénat) Biden et sa famille. Elle devient la première sénatrice américaine d'origine indo-américaine et la deuxième sénatrice afro-américaine après Carol Moseley-Braun,. Lors de son accession au Sénat, elle entre à la commission du renseignement et à la Commission sur la Sécurité intérieure et les Affaires gouvernementales du Sénat des États-Unis. L'année suivante, elle siège à la commission judiciaire. Grâce à son expérience de procureure, elle se fait remarquer pour ses échanges musclés avec des membres de l'administration Trump, à l'image de Jeff Sessions et Brett Kavanaugh. Des républicains, dont le président Donald Trump, lui reprochent son manque de respect des personnes auditionnées. Hors des audiences publiques, ses collègues démocrates comme républicains reconnaissent sa compétence lors des interrogatoires, en particulier lorsqu'elle siège dans la commission du renseignement dont la plupart des réunions se déroulent à huis clos.
Elle démissionne le 18 janvier 2021, après quatre années passées au Sénat, en raison de son élection à la vice-présidence des États-Unis. Elle est remplacée par Alex Padilla, nommé par le gouverneur de Californie Gavin Newsom.

## Élection présidentielle de 2020

### Primaires démocrates

#### Contexte et candidature

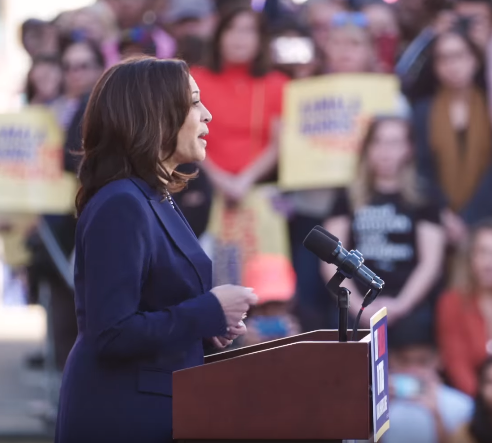
Kamala Harris annonçant sa candidature à la présidence, janvier 2019.

Dès le début de son mandat au Sénat, Kamala Harris apparaît comme l'une des opposantes démocrates les plus déterminées face à l'administration Trump, si bien que certains la voient comme une possible candidate aux primaires démocrates pour l'élection présidentielle de 2020,. Dans la perspective d'une possible candidature présidentielle, certains à gauche l’accusent de ne pas avoir suffisamment lutté dans sa carrière contre les violences policières.
En mars 2018, Kamala Harris est favorable à des liens solides entre Israël et les États-Unis, dans un congrès où le lobby pro-israélien AIPAC est puissant.

#### Déclaration de candidature et premières réactions
Elle est considérée (par exemple par le Washington Post) comme proche de Barack Obama et des dirigeants du Parti démocrate,. Le 21 janvier 2019, elle annonce sa candidature à l'investiture démocrate. Cette déclaration entraîne une hausse forte et rapide des intentions de vote en sa faveur,,.

#### Campagne et controverses

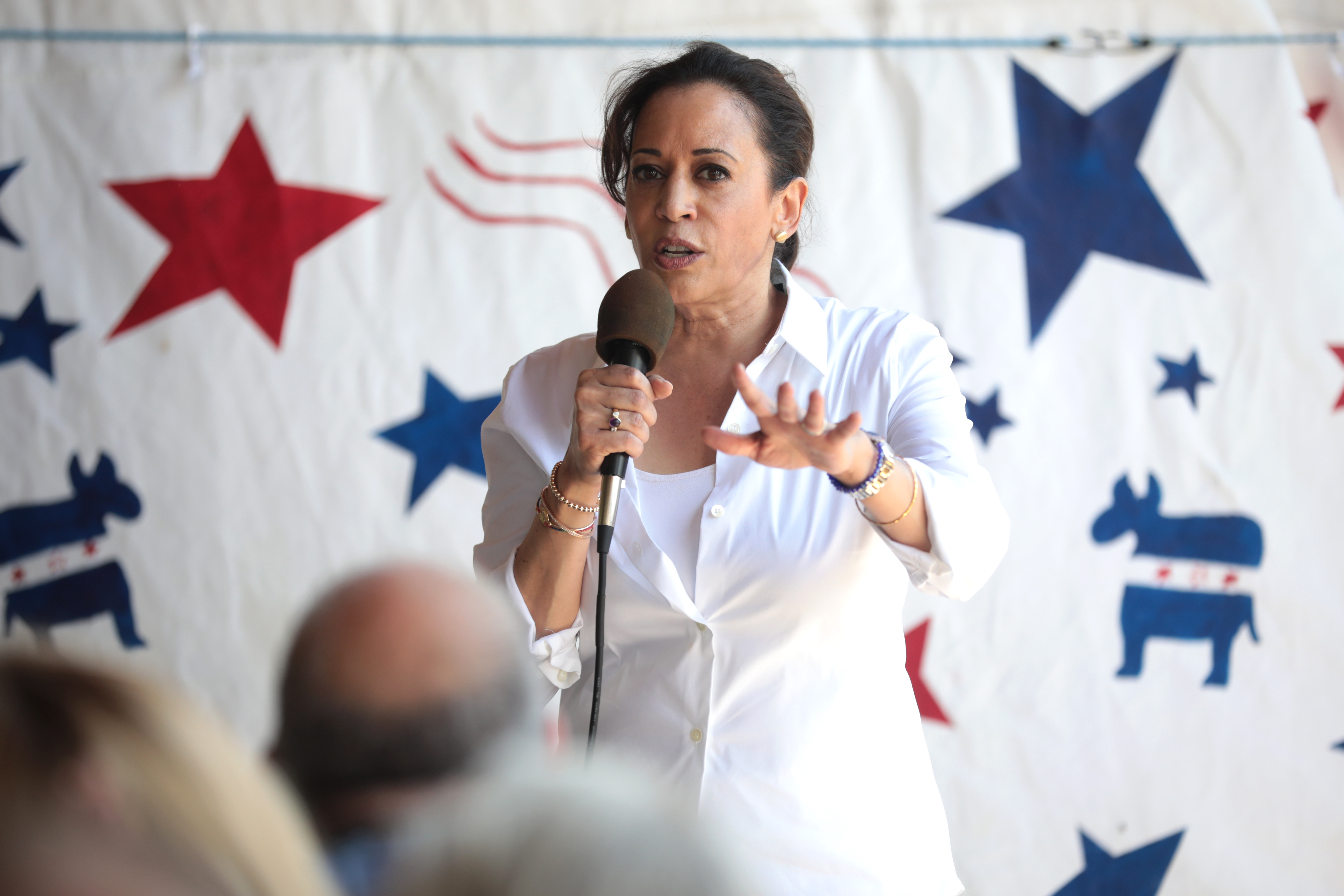
Kamala Harris en campagne pour la nomination démocrate pour l'élection présidentielle de 2020, à Des Moines (Iowa) en 2019.

Elle publie par la suite deux autobiographies : The Truths We Hold: An American Journey et un livre pour enfants intitulé Superheroes Are Everywhere.
Elle attire l'attention médiatique à la suite du premier débat télévisé entre les candidats à l'investiture démocrate, organisé le 28 juin 2019, où elle s'oppose au favori Joe Biden, l'accusant d'avoir travaillé avec des sénateurs favorables à la ségrégation raciale aux États-Unis et de s’être opposé au busing, un dispositif visant à lutter contre la ségrégation en favorisant la diversité sociale et raciale au sein des établissements scolaires,. Cependant, la dynamique qu'elle a créée après ce premier débat semble éphémère et les intentions de vote en sa faveur s'essoufflent pendant l'été, notamment à cause de ses positions contradictoires au sujet de l'assurance-maladie.

Logo de campagne de Kamala Harris en 2020.

Lors du débat télévisé entre les principaux candidats démocrates du mois d’octobre, elle demande l'interdiction du compte Twitter de Donald Trump, l'accusant d'utiliser cette plateforme et ses 65 millions d'abonnés pour faire obstruction à la justice et intimider les témoins dans la procédure de destitution le visant.
Entre novembre et décembre 2019, elle n'est créditée que d'environ 3 % des intentions de vote alors qu'elle talonnait Joe Biden dans les enquêtes d'opinion réalisées quatre mois plus tôt. Le 3 décembre, elle annonce le retrait de sa candidature, évoquant un manque de moyens financiers. En mars 2020, elle apporte son soutien à Joe Biden.
Durant la campagne présidentielle de 2020, l’état de santé de Joe Biden fait régulièrement l’objet de spéculations. Alors qu’il a précédemment été victime de deux attaques cérébrales, d’une embolie pulmonaire et d’une thrombose veineuse profonde, certaines déclarations incohérentes et son apparence éteinte interrogent. Refusant de passer un test neuropsychologique, Joe Biden se défend d’être sénile. Dans ces conditions, le choix du colistier vice-présidentiel apparaît particulièrement important,,.

### Candidate démocrate à la vice-présidence

Logo de campagne de Joe Biden et Kamala Harris pour l'élection présidentielle de 2020.

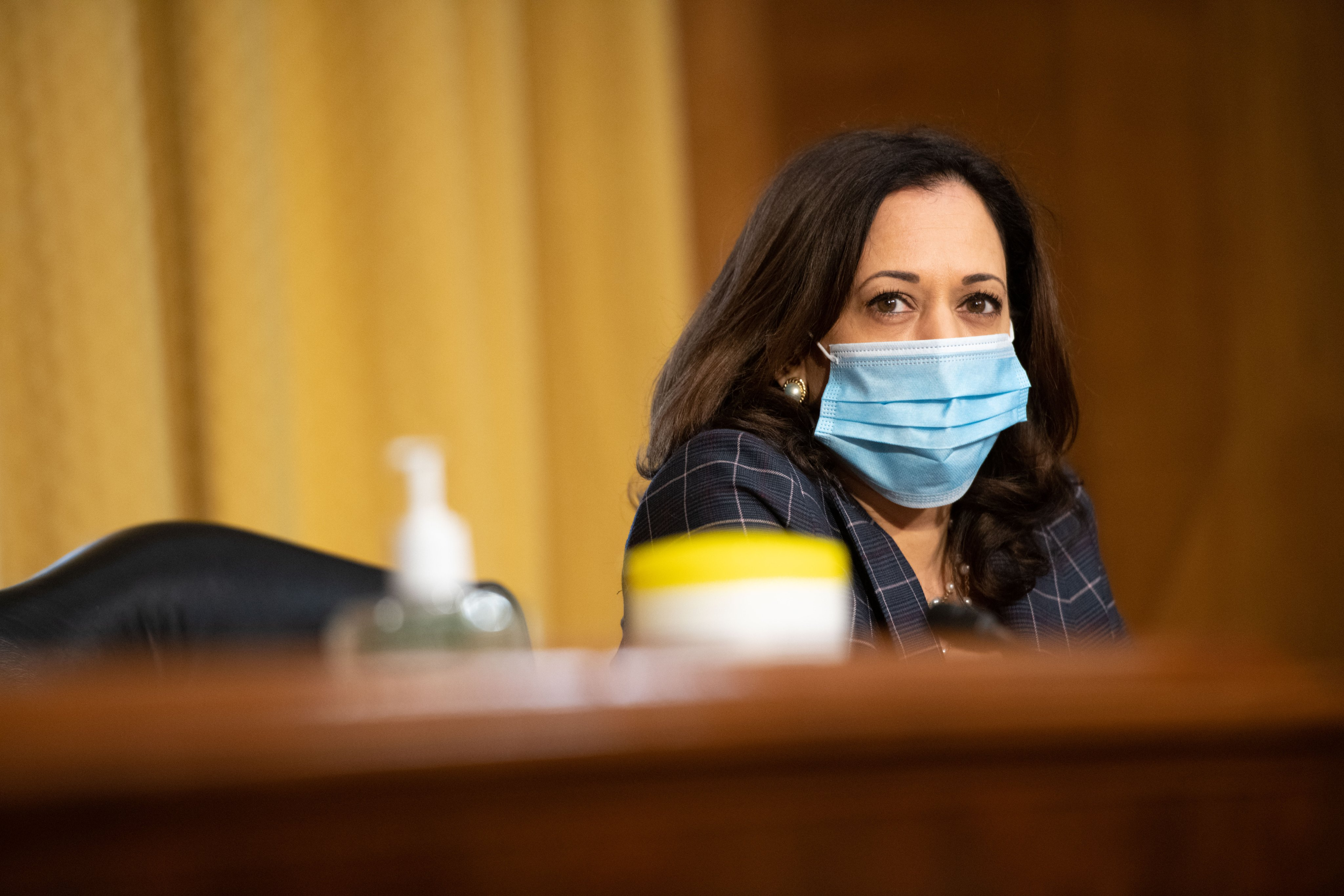
Kamala Harris portant un masque chirurgical lors de la pandémie de Covid-19 en août 2020.

Lorsque Joe Biden devient le candidat présumé du Parti démocrate pour l'élection présidentielle de 2020, elle fait rapidement figure de favorite pour être désignée candidate démocrate à la vice-présidence,. Le 11 août 2020, Joe Biden confirme qu'il la désigne pour être sa colistière. L’universitaire Françoise Coste indique que « Joe Biden l'a choisie avant tout pour son identité, pas pour ses qualités politiques ». Elle est la troisième femme (après la démocrate Geraldine Ferraro en 1984 et la républicaine Sarah Palin en 2008) candidate à la vice-présidence de l'un des deux grands partis américains,, ainsi que la première personne afro-américaine et la première personne asio-américaine. Elle devient aussi la première candidate du Parti démocrate à représenter un État de la côte ouest des États-Unis. Pendant la campagne électorale, Donald Trump, rappelant ses origines indiennes et jamaïcaines, déclare à son sujet : « Kamala Harris ne pourrait jamais devenir la première femme présidente, ce serait une insulte à notre pays », « sans qu'il juge nécessaire de préciser devant ses partisans ce qui serait insultant » commente Philippe Corbé sur RTL.
En août 2020, il est annoncé qu'en cas de victoire, le poste de cheffe de cabinet de Kamala Harris serait occupé par Karine Jean-Pierre.
Le 7 octobre 2020, elle est confrontée au vice-président sortant Mike Pence durant un débat télévisé à Salt Lake City, dans l'Utah, retransmit sur C-Span ; à l’issue de la confrontation, courtoise et centrée sur la pandémie de Covid-19, aucun vainqueur n’émerge. Une semaine plus tard, Kamala Harris annonce qu'elle suspend momentanément sa campagne en raison de cas de Covid détectés dans son entourage proche.

### Élection à la vice-présidence
Le 7 novembre 2020, quatre jours après l'élection présidentielle, de nombreux médias américains annoncent que Joe Biden a dépassé la barre des 270 grands électeurs. Le candidat démocrate, âgé de 77 ans, est élu 46e président des États-Unis. Donald Trump conteste les résultats mais la quasi-totalité des recours des républicains contre l'élection sont jugés infondés par les tribunaux locaux, et les recomptages confirment la victoire de Joe Biden dans les États en litige. Le duo Biden-Harris totalise finalement 306 grands électeurs du collège électoral des États-Unis contre 232 pour le ticket Trump-Pence,.
Kamala Harris devient ainsi la première femme, ainsi que la première personne afro-américaine et asio-américaine (indo-américaine), élue à la vice-présidence des États-Unis,. Elle est la seconde personne non blanche à accéder à cette fonction, après Charles Curtis, vice-président républicain de 1929 à 1933 durant la présidence d'Herbert Hoover, qui était d'origine amérindienne (Kaws) et européenne.

### Période de transition
Fin novembre 2020, sans reconnaître officiellement sa défaite et persistant à contester les résultats, Donald Trump se résigne à autoriser les agences fédérales à commencer la transition avec la future équipe présidentielle. Le 30 novembre, Joe Biden et Kamala Harris ont ainsi pour la première fois accès à la President's Daily Brief, le document contenant un résumé d'informations classifiées en lien avec la sécurité nationale, collectées par différentes agences de renseignement américaines,. Elle compose également son cabinet, constitué notamment d'Ashley Etienne (en) et Symone Sanders. Elle condamne l'assaut du Capitole par des partisans de Donald Trump le 6 janvier 2021 alors que le 117e congrès des États-Unis est réuni pour certifier les résultats du vote du collège électoral.

## Vice-présidente des États-Unis

### Investiture et première action

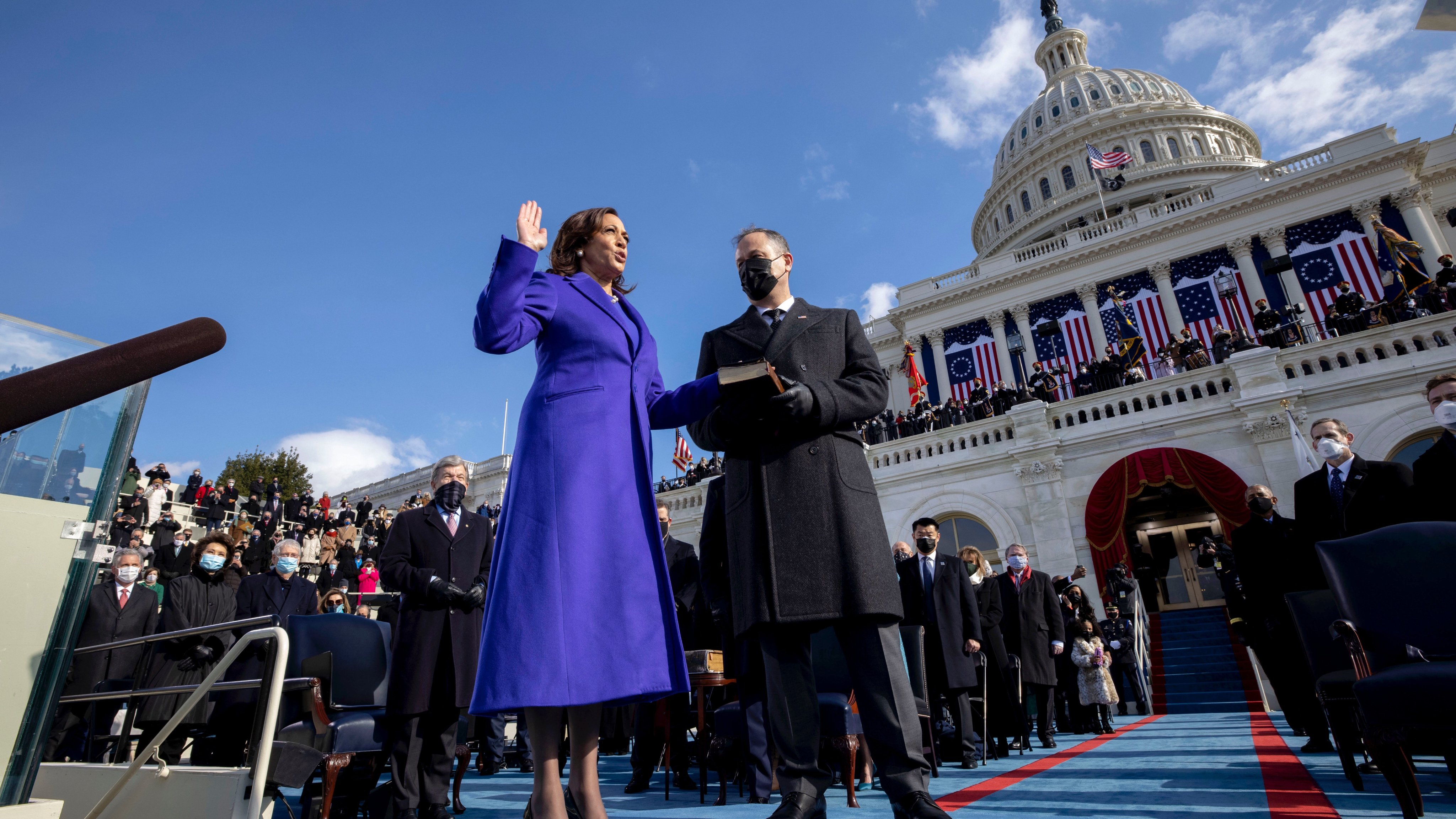
Kamala Harris prêtant serment en tant que nouvelle vice-présidente des États-Unis, le 20 janvier 2021.

Kamala Harris prête serment le 20 janvier 2021, entre 11 h 42 et 11 h 43 (heure US), sur les marches du Capitole.
Son premier acte en tant que vice-présidente des États-Unis est d'assermenter son remplaçant au Sénat, le démocrate Alex Padilla, ainsi que les nouveaux sénateurs géorgiens démocrates Raphael Warnock et Jon Ossoff, élus lors du second tour des élections en Géorgie de 2021.

### Présidence du Sénat
D'après la Constitution, en tant que présidente du Sénat, la fonction de Kamala Harris lui confère le rôle d'arbitre décisif en cas d'égalité de vote au sein de la chambre haute du Congrès selon la section 3 du premier article de la Constitution des États-Unis, alors que les groupes républicains et démocrates sont à égalité après les élections sénatoriales de 2020. Elle peut donc départager les votes de l'institution en apportant à ces derniers la majorité par son vote. Elle émet ainsi son premier vote de départage en faveur des démocrates le 5 février 2021, pour accélérer l'aide liée à la crise sanitaire du Covid-19. Le 15 février 2021, deux jours après l'acquittement dans la procédure de destitution de l'ancien président Donald Trump, le sénateur Lindsey Graham menace, si les républicains reprennent le contrôle de la Chambre des représentants lors des élections de mi-mandat en 2022, de mettre en accusation la vice-présidente. Le 5 décembre 2023, elle fait usage de sa prérogative d'arbitre au Sénat en émettant son trente-deuxième vote de départage, battant ainsi le record de l'ancien vice-président John Caldwell Calhoun.

### Gestion de la crise migratoire
En mars 2021, Kamala Harris est chargée par le Président Joe Biden de la gestion diplomatique de la crise migratoire en cours à la frontière mexicaine, le même dossier qu'avait confié le président Barack Obama à Joe Biden quand ce dernier était son vice-président. Sa gestion lui vaut de nombreuses critiques, y compris au sein du Parti démocrate.
L’opposition républicaine lui reproche d’avoir renforcé la crise avec la promesse d’une « politique plus humaine », qui aurait créé un « appel d’air », alors qu’en mars 2021 le nombre d’arrestations de clandestins atteint son plus haut niveau en quinze ans (plus de 170 000 personnes appréhendées), avec un nombre de mineurs non accompagnés record (près de 20 000). Pendant des mois, les élus républicains déplorent également le fait que la vice-présidente n’aille pas constater la situation à la frontière avec le Mexique, où les centres d’accueil gouvernementaux sont débordés et non adaptés à l’accueil d’enfants,. Publiquement, elle se contente de dénoncer la poursuite des Haïtiens par des agents frontaliers à cheval, certains y voyant un symbole du passé esclavagiste du pays.

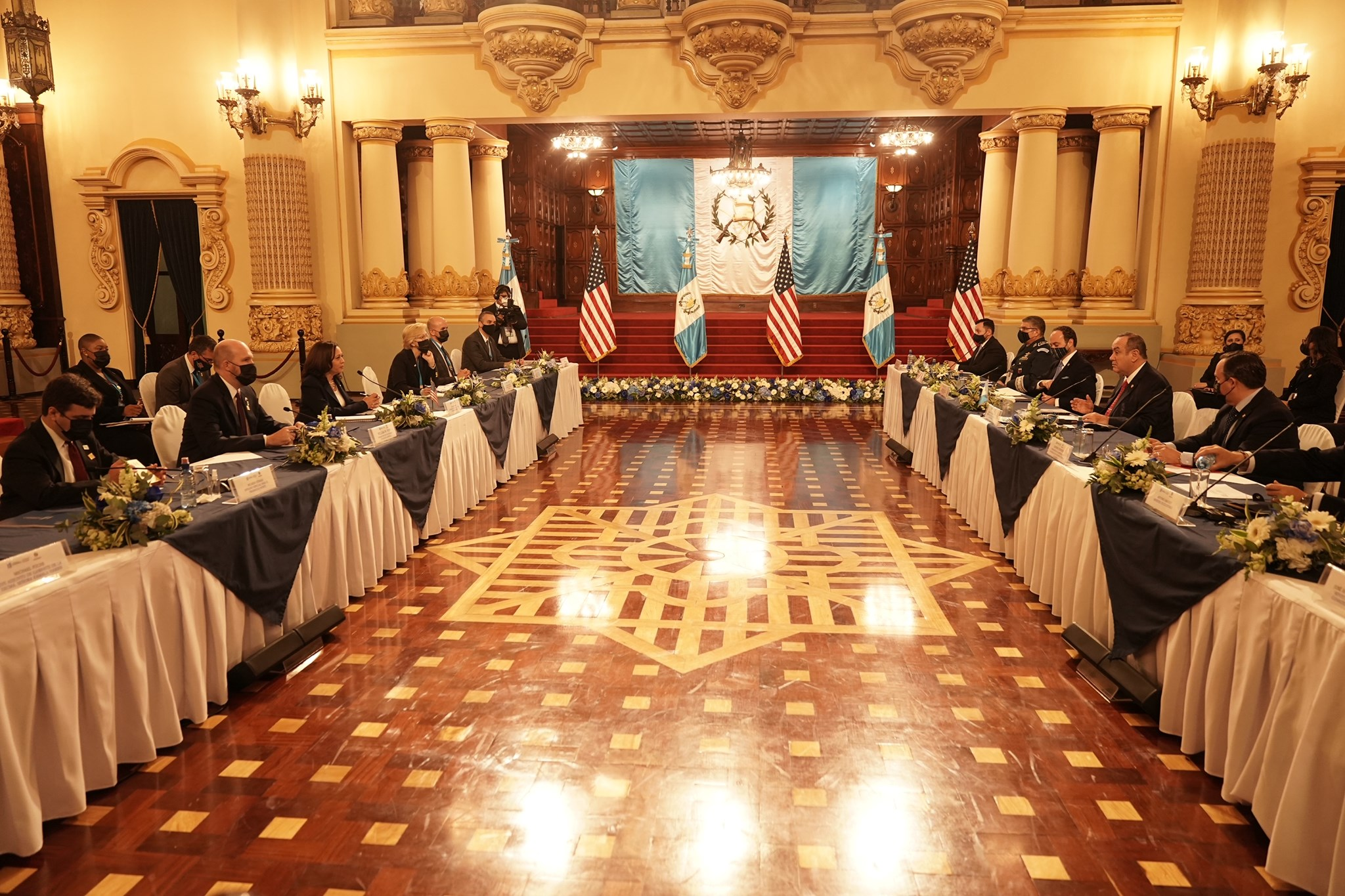
Rencontrant le président du Guatemala, Kamala Harris tente de dissuader les migrants illégaux de se rendre aux États-Unis (7 juin 2021).

Dans le même temps, alors qu’elle avait mis l’accent sur la négociation avec le Mexique et les pays d’Amérique centrale pour régler le problème migratoire, ses relations avec les dirigeants de ces États se dégradent, en particulier lorsque le Mexique ne reçoit pas les vaccins anti-Covid-19 qu'elle a promis au président Andrés Manuel López Obrador ; celui-ci se tourne alors vers la Russie pour obtenir des doses de Spoutnik V ; les déclarations de l’administration américaine sur la situation démocratique dans ces pays tendent encore plus les relations avec ces États. En visite au Guatemala en juin 2021, Kamala Harris appelle les migrants illégaux potentiels à ne pas se rendre aux États-Unis, déclarant qu'ils en seraient « renvoyés ».
Son manque d'implication et sa gestion de la crise contribuent à sa chute dans les sondages.

### Redécoupage électoral
À sa demande, Kamala Harris est chargée par le président de s'occuper du redécoupage électoral aux États-Unis. L’administration démocrate accuse à cette occasion les républicains de vouloir limiter le droit de vote des minorités dans certaines circonscriptions.

### Intérim de la présidence
Le 19 novembre 2021, Kamala Harris, en tant que vice-présidente, exerce temporairement (1 h 25) les prérogatives de la présidence des États-Unis durant un examen médical de Joe Biden, dont l’état de santé fait l'objet de spéculations. Kamala Harris est la troisième personne ainsi que la première femme à assurer cet intérim.

### Critiques et cote de popularité

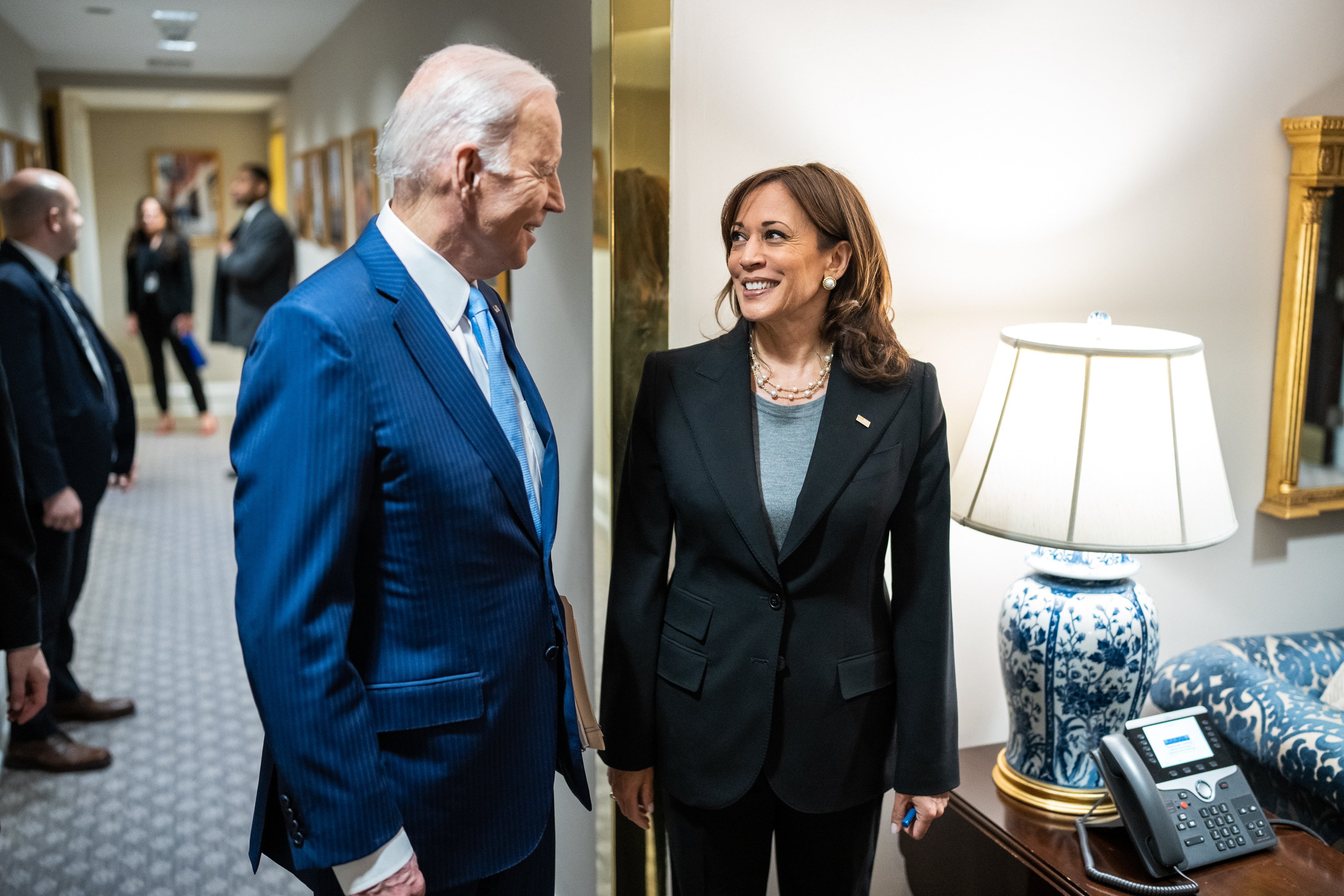
Le président Joe Biden et sa vice-présidente, Kamala Harris, en 2022.

Dès le début de son mandat, Kamala Harris ne s’affirme pas sur le plan médiatique et prend peu de décisions, alors qu’elle se voulait être une vice-présidente « généraliste » et avait suscité beaucoup d’espoirs pendant la campagne présidentielle, notamment sur la question migratoire. Un an après son élection, en novembre 2021, elle tombe à 28 % d’opinions favorables selon USA Today/université Suffolk, ce qui en fait la vice-présidente la moins populaire de l’histoire contemporaine des États-Unis et conduit les démocrates à s'inquiéter en vue de l’élection présidentielle de 2024, lors de laquelle le président Joe Biden aura 82 ans et pourrait ne pas se représenter. Alors qu’elle se recentre sur la politique internationale, l’universitaire Jay Gonzalez indique que « la vice-présidente, dont les actions et l’esprit se situent à gauche de l’échiquier politique, peut facilement attiser les tensions, ce qui explique en partie pourquoi la Maison-Blanche juge préférable de lui donner un rôle plus secondaire ». Sa ligne politique, ni progressiste ni conservatrice, l'expose également aux critiques des deux franges du Parti démocrate. Considérée par certains comme une possible candidate du parti à l'élection présidentielle de 2024, elle devient rapidement le choix consensuel au sein des démocrates comme potentielle remplaçante du président Joe Biden. En effet, ce sont près de 80 % des démocrates qui approuvent sa candidature en cas de désistement du président sortant.
La popularité de Kamala Harris revient à un niveau "normal" lors de sa quatrième année en poste comme vice-présidente, avec une cote de popularité égale à celle du président sortant Joe Biden, autour de 40 % au mois de juin 2024.

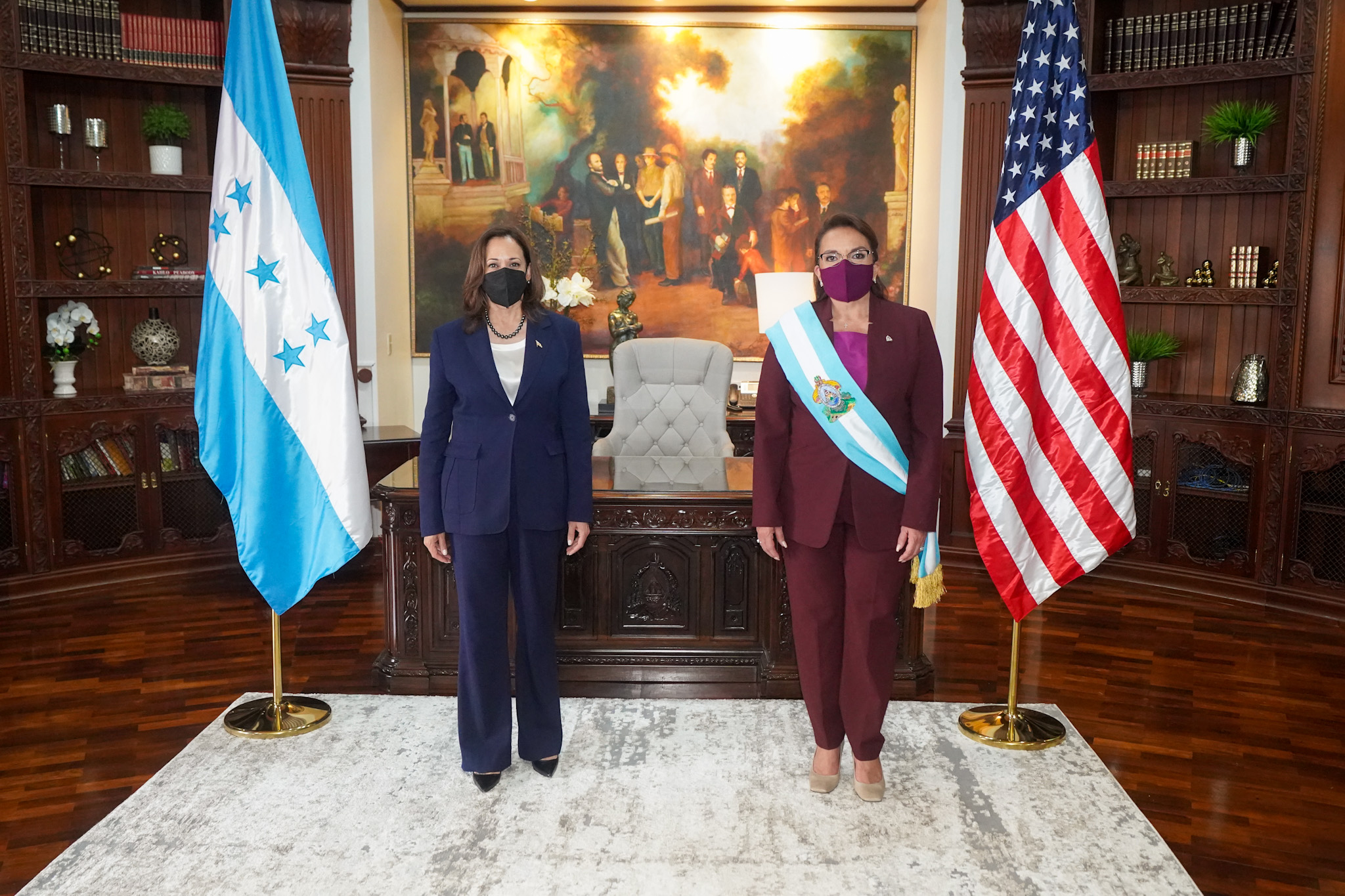
Harris et la présidente du Honduras Xiomara Castro, en 2021.
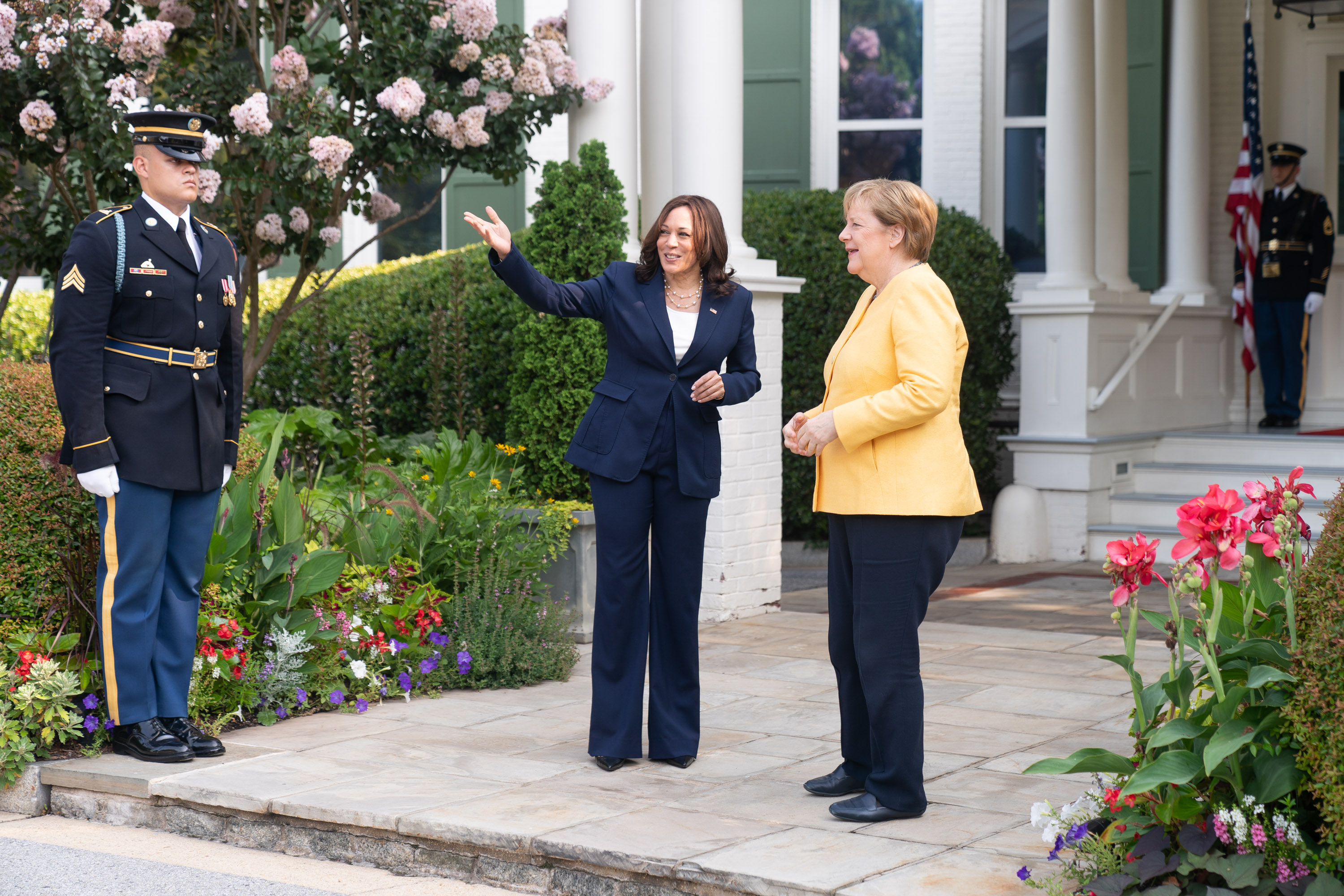
Harris et la chancelière allemande Angela Merkel, en juillet 2021.
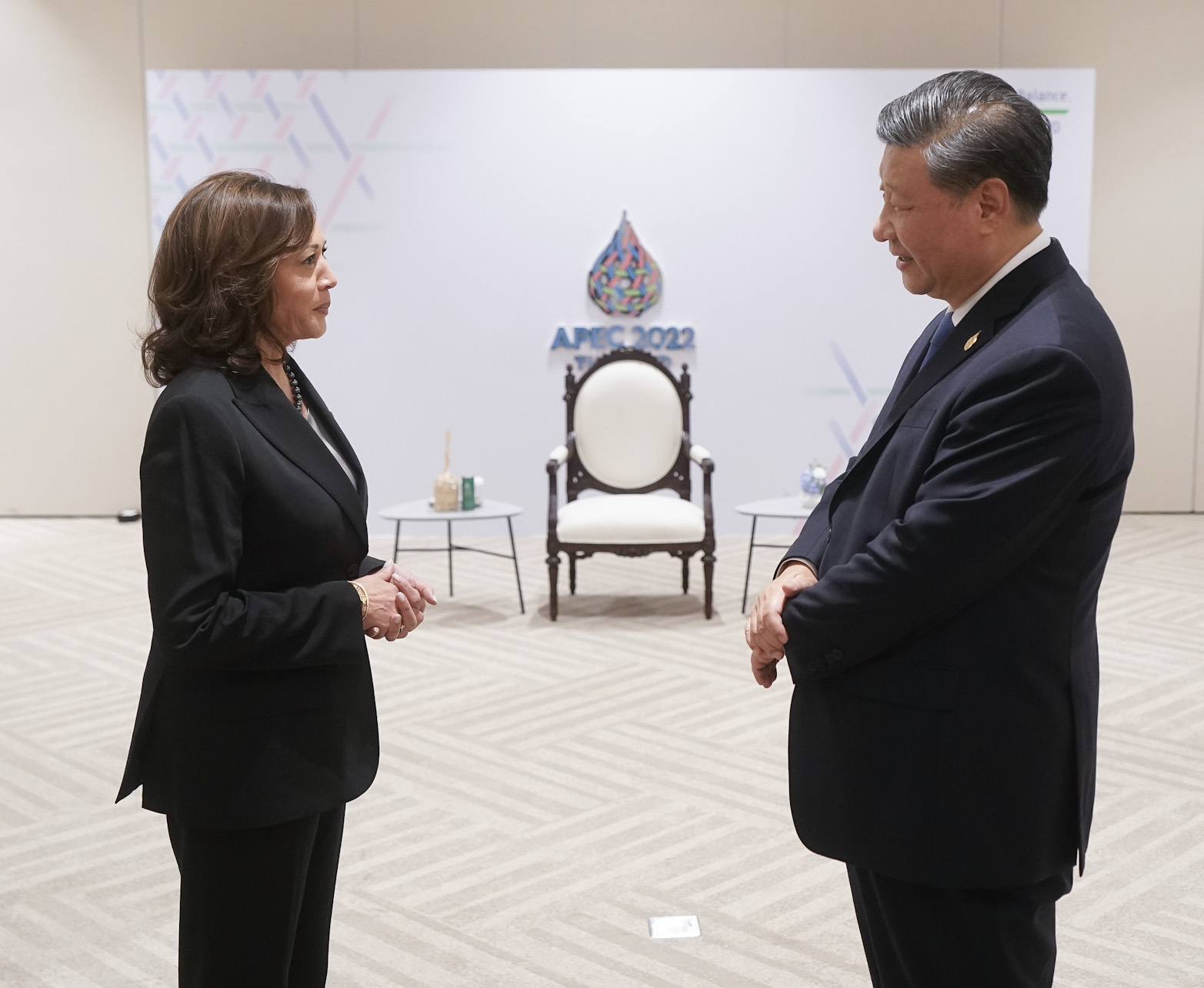
Harris et le président chinois Xi Jinping durant le sommet de l'APEC, en 2022.
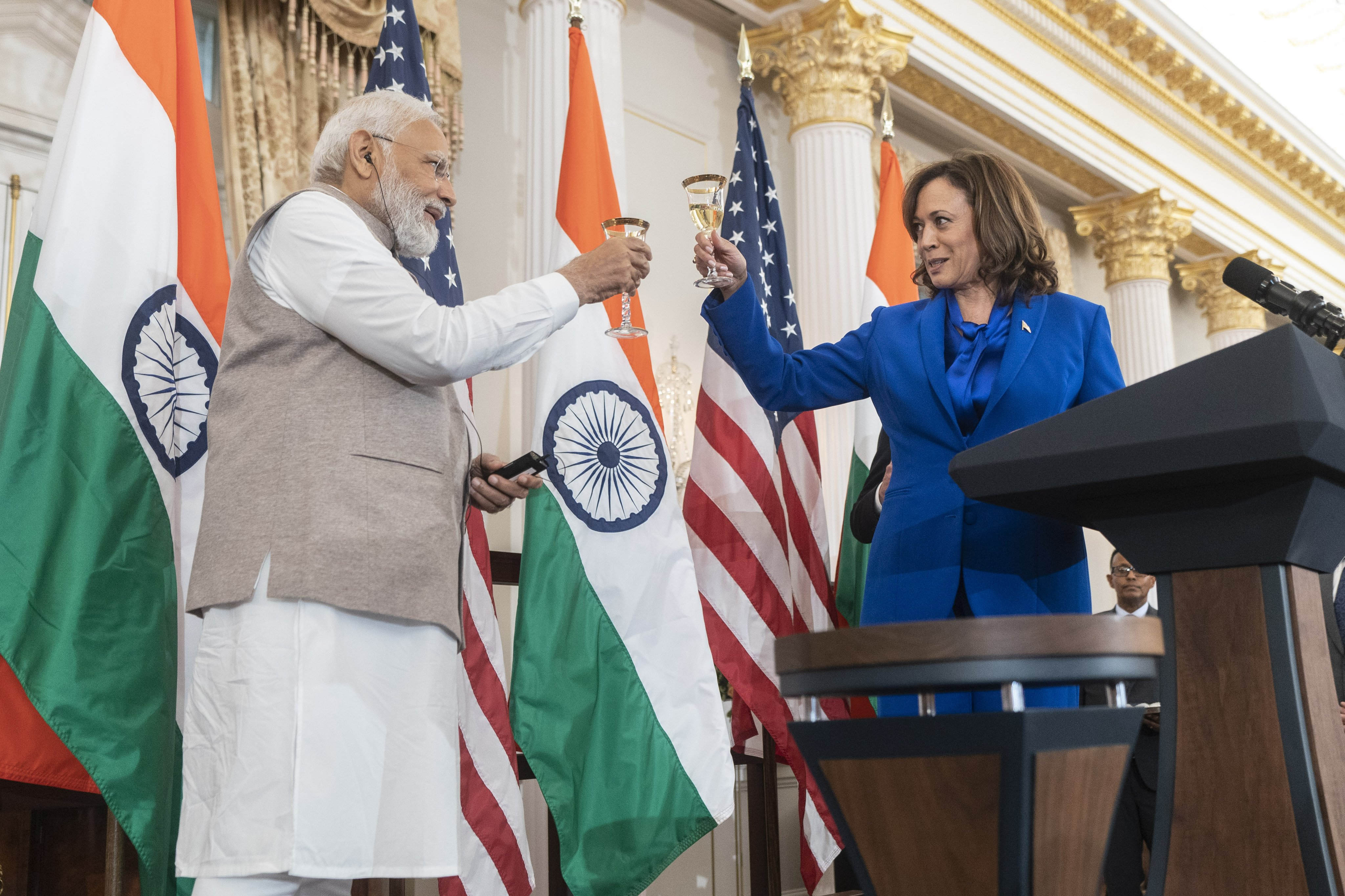
Harris et le Premier ministre indien Narendra Modi, en juin 2023.
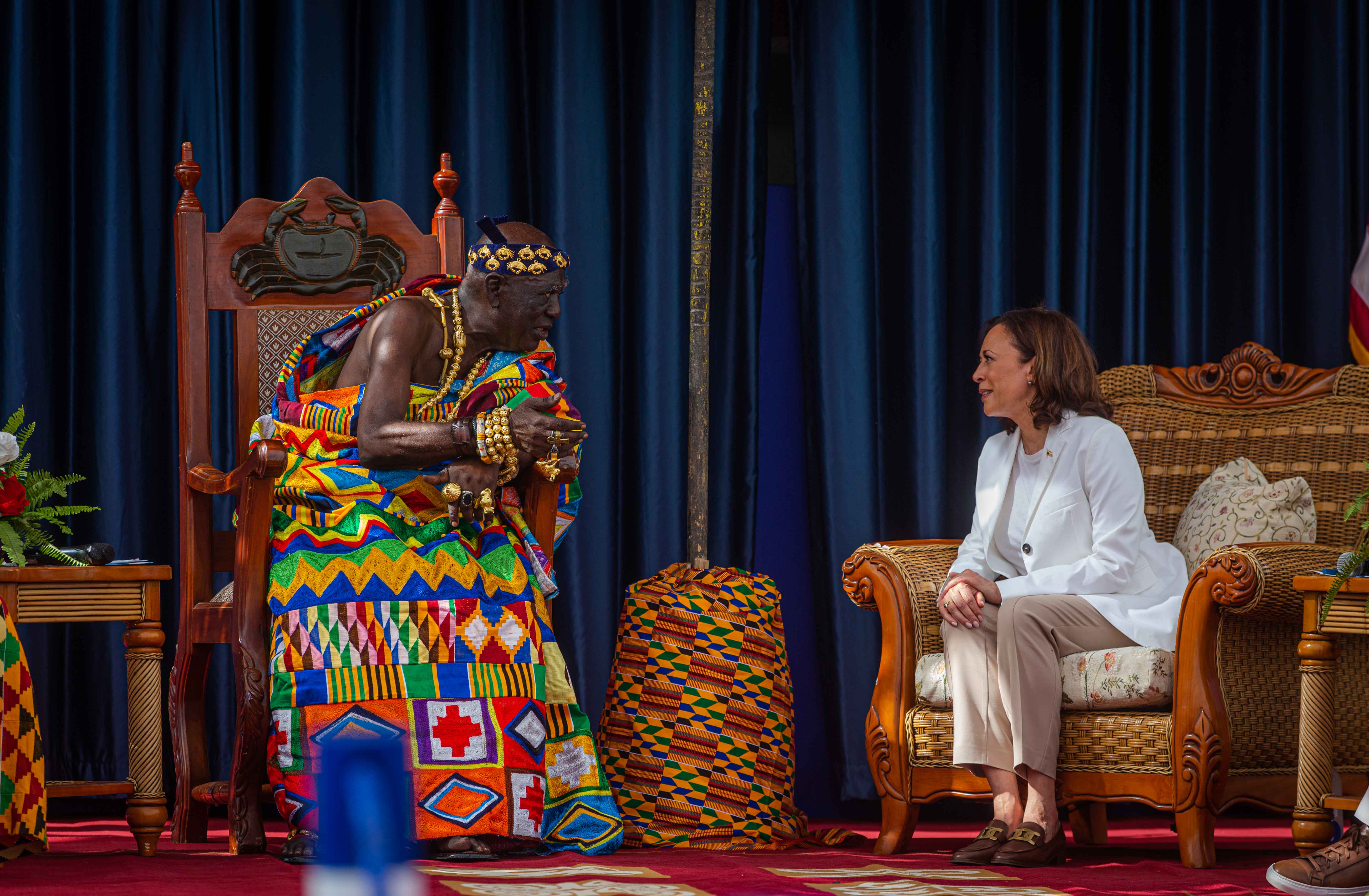
Kamala Harris au Ghana, en mars 2023.
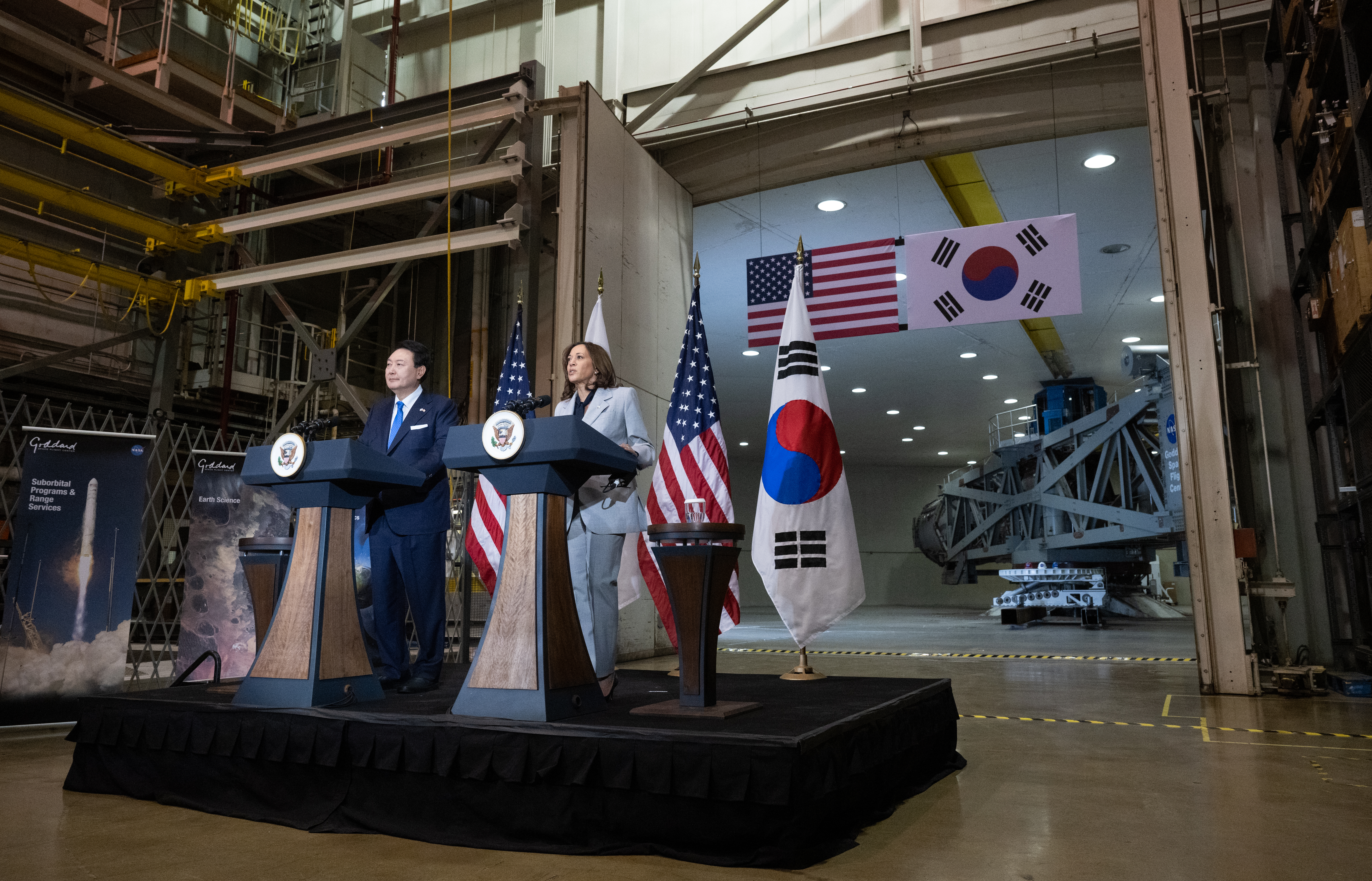
Harris et le président sud-coréen Yoon Suk Yeol au Goddard Space Flight Center, en 2023.
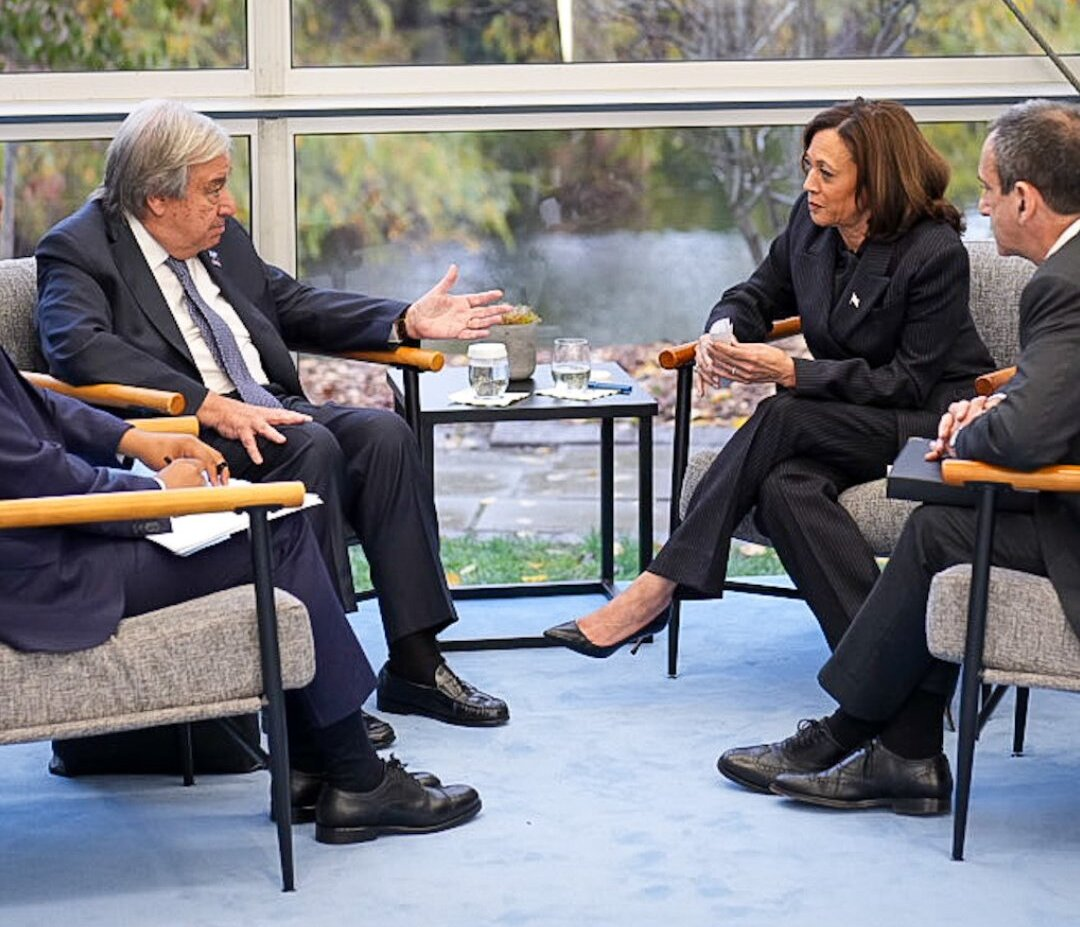
Harris et le secrétaire général de l'ONU António Guterres, durant le Sommet sur l'intelligence artificielle 2023.
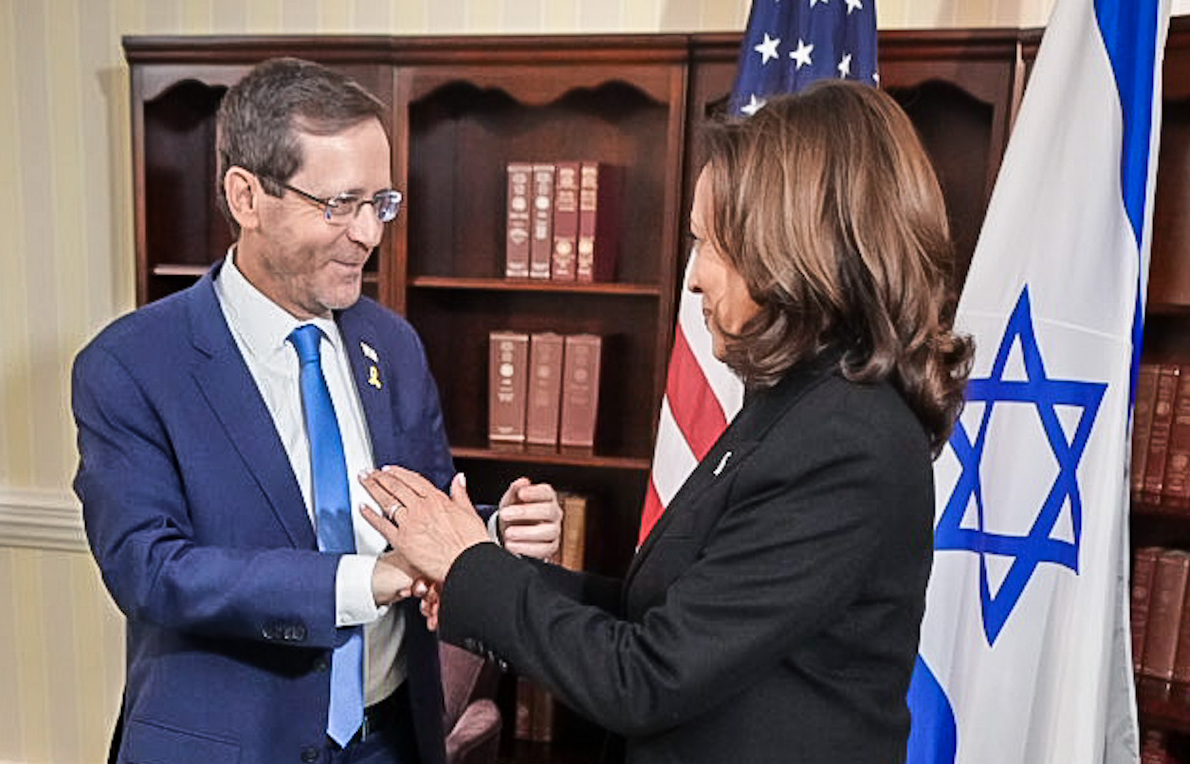
Harris et le président israélien Isaac Herzog à la Conférence de Munich sur la sécurité, en 2024.
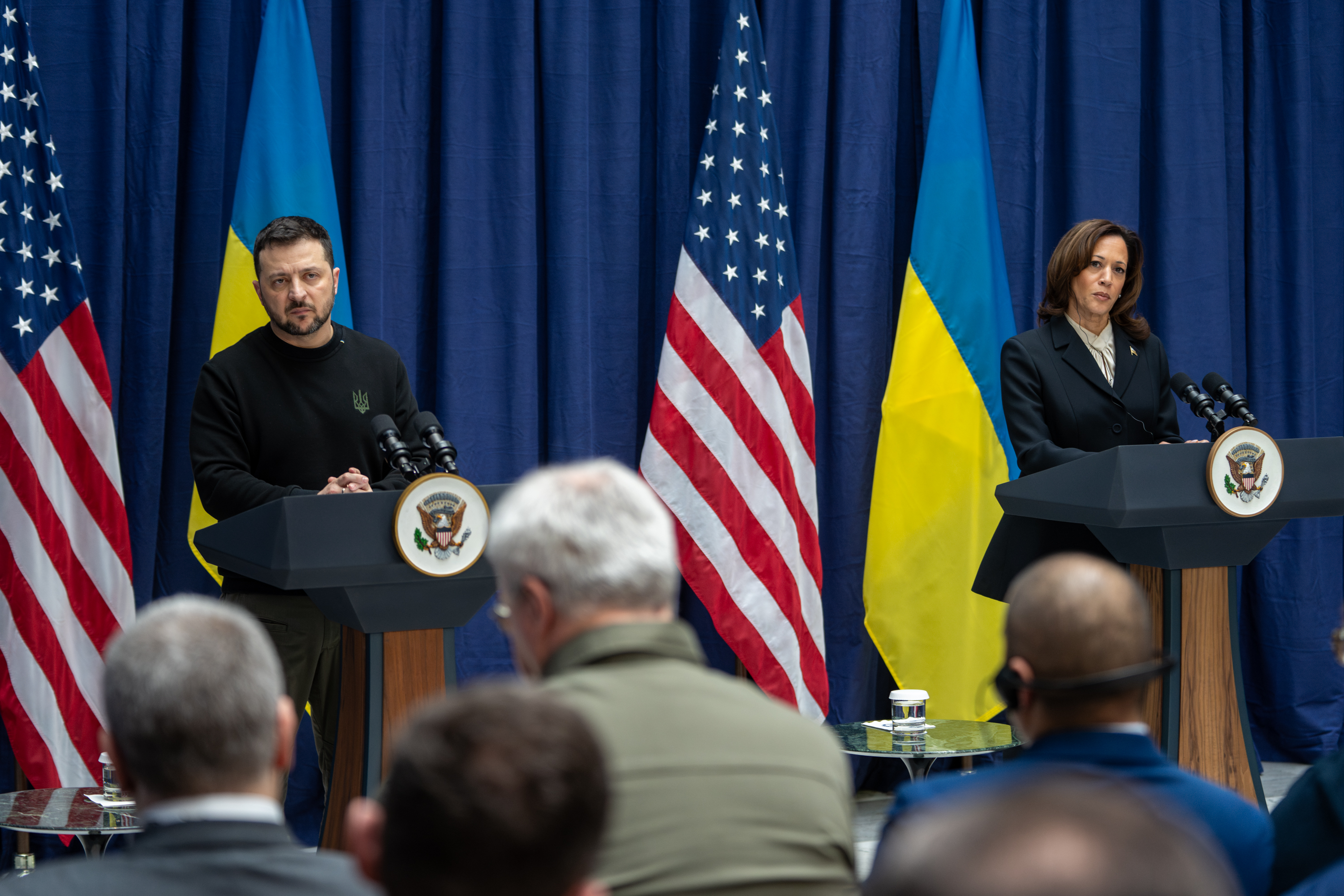
Kamala Harris et le président ukrainien Volodymyr Zelensky, en 2024.

## Élection présidentielle de 2024

### Colistière de Joe Biden durant les primaires présidentielles
Joe Biden publie le 25 avril 2023 une vidéo dans laquelle il annonce sa candidature à l'élection présidentielle de 2024 pour un second mandat,. Kamala Harris est candidate à un second mandat de vice-présidente en tant que colistière de Biden. Le président sortant remporte les primaires démocrates en mars 2024.
La candidature de la vice-présidente sortante est jugée comme étant stratégique dans la mesure où elle pourrait succéder à Joe Biden qui sera âgé de presque 82 ans lors de l'élection en 2024, si celui-ci ne termine pas son second mandat. Alors que les sondages sont défavorables aux démocrates et que les appels se multiplient pour que Biden se retire de la course présidentielle, notamment après un débat difficile face au candidat républicain et ancien président Donald Trump et la tentative d'assassinat contre ce dernier, Kamala Harris est pressentie pour remplacer le président sortant comme nouvelle candidate du Parti démocrate.
Le 21 juillet 2024, Joe Biden annonce finalement qu'il renonce à un second mandat et soutient la candidature de sa vice-présidente. C'est la première fois dans l'histoire des États-Unis qu'un président sortant et sur le point d'être investi par son mouvement politique prend une telle décision.

### Campagne présidentielle

Premier logo de la campagne présidentielle de Kamala Harris.

Le 23 juillet suivant, deux jours après le désistement de Joe Biden en sa faveur, Kamala Harris déclare avoir obtenu le soutien d'une majorité de délégués pour remporter l'investiture démocrate lors de la Convention nationale prévue du 19 au 22 août 2024,. Elle reçoit le soutien de l'ancienne candidate Hillary Clinton et des anciens présidents démocrates Barack Obama et Bill Clinton,. Le 2 août suivant, le Parti démocrate annonce que Kamala Harris a obtenu la majorité de votes des délégués, s'assurant de devenir la candidate du parti à l'élection présidentielle,. Elle est la deuxième femme (après Hillary Clinton en 2016), la deuxième personne afro-américaine (après Barack Obama en 2008) et la première asio-américaine (indo-américaine) candidate démocrate à la présidence des États-Unis.

Logo de la campagne présidentielle de Kamala Harris à partir d'août 2024.

Le 6 août 2024, Kamala Harris annonce qu'elle choisit Tim Walz, gouverneur du Minnesota, comme colistier en tant que candidat démocrate à la vice-présidence,.
Kamala Harris est officiellement investie candidate démocrate à la présidence lors de la Convention nationale le 22 août 2024 au United Center à Chicago (Illinois). Lors de son discours d'acceptation, elle promet « d'unir tous les Américains » autour de leurs « plus grandes aspirations ».

Elle est confrontée à Donald Trump lors d'un débat télévisé qui a lieu le 10 septembre sur ABC News, à Philadelphie (Pennsylvanie). Lors du débat, Kamala Harris aborde notamment le sujet de l'avortement, dénonçant les attaques de Trump envers la santé reproductive, rappelle son soutien à un cessez-le-feu en Palestine et critique les mesures économiques évoquées par le candidat républicain et propose les siennes. Sur la question de la guerre en Ukraine, Kamala Harris condamne les rapports amicaux qu'entretient l'ancien président avec Vladmir Poutine, indiquant que la Pologne était menacée par le président russe et rappelant que plus de 800 000 Polono-Américains vivaient en Pennsylvanie. Selon une enquête d'opinion menée par CNN, Kamala Harris est considérée comme ayant dominé largement ce premier débat. Le surlendemain 12 septembre, Donald Trump annonce sur Truth Social qu'il refuse de débattre une deuxième fois avec Kamala Harris, alors que d'autres débats avaient été envisagés,.

Images de la campagne présidentielle de Kamala Harris en 2024.
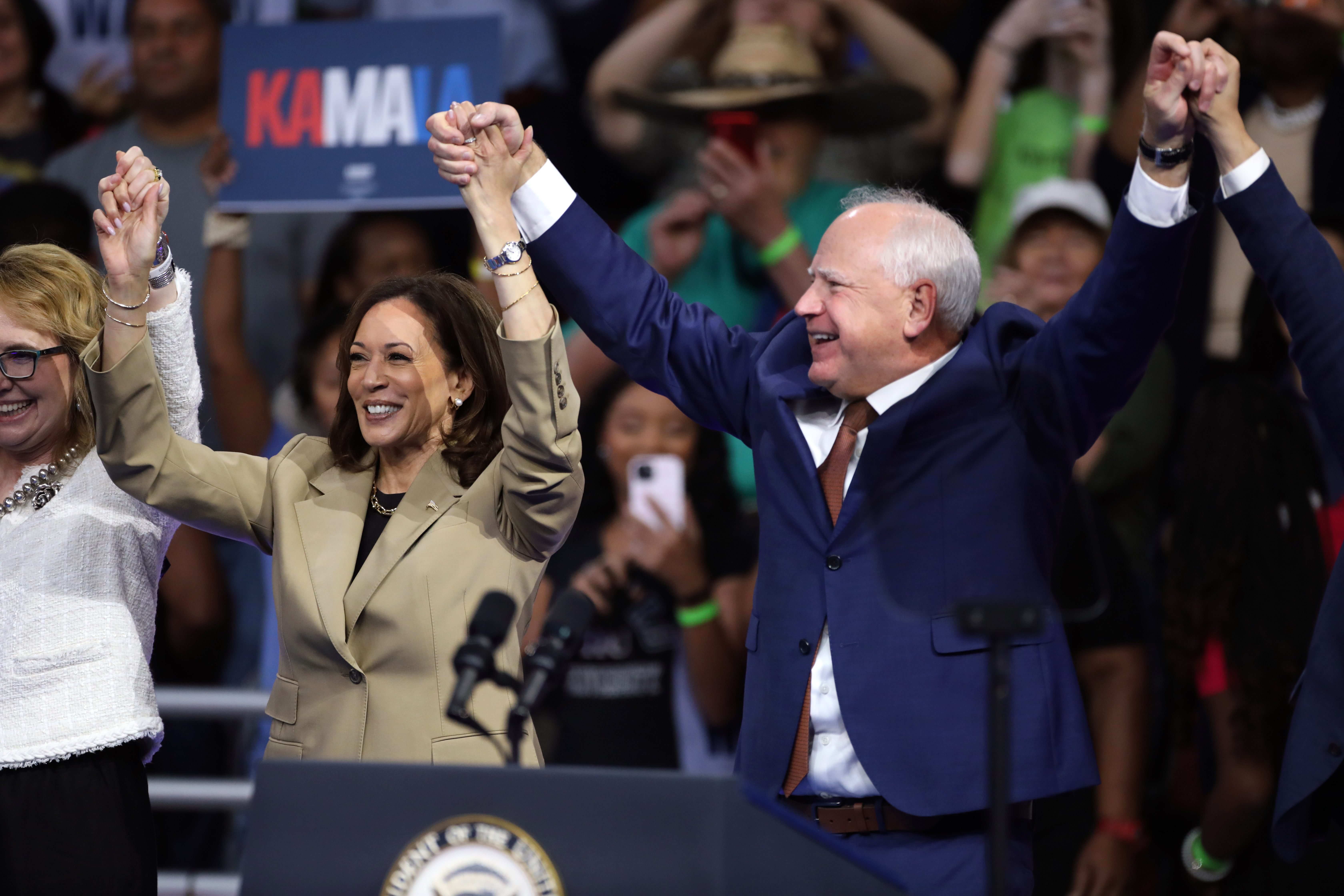
Kamala Harris et Tim Walz à la Desert Diamond Arena, à Glendale, en Arizona, le 9 août 2024.
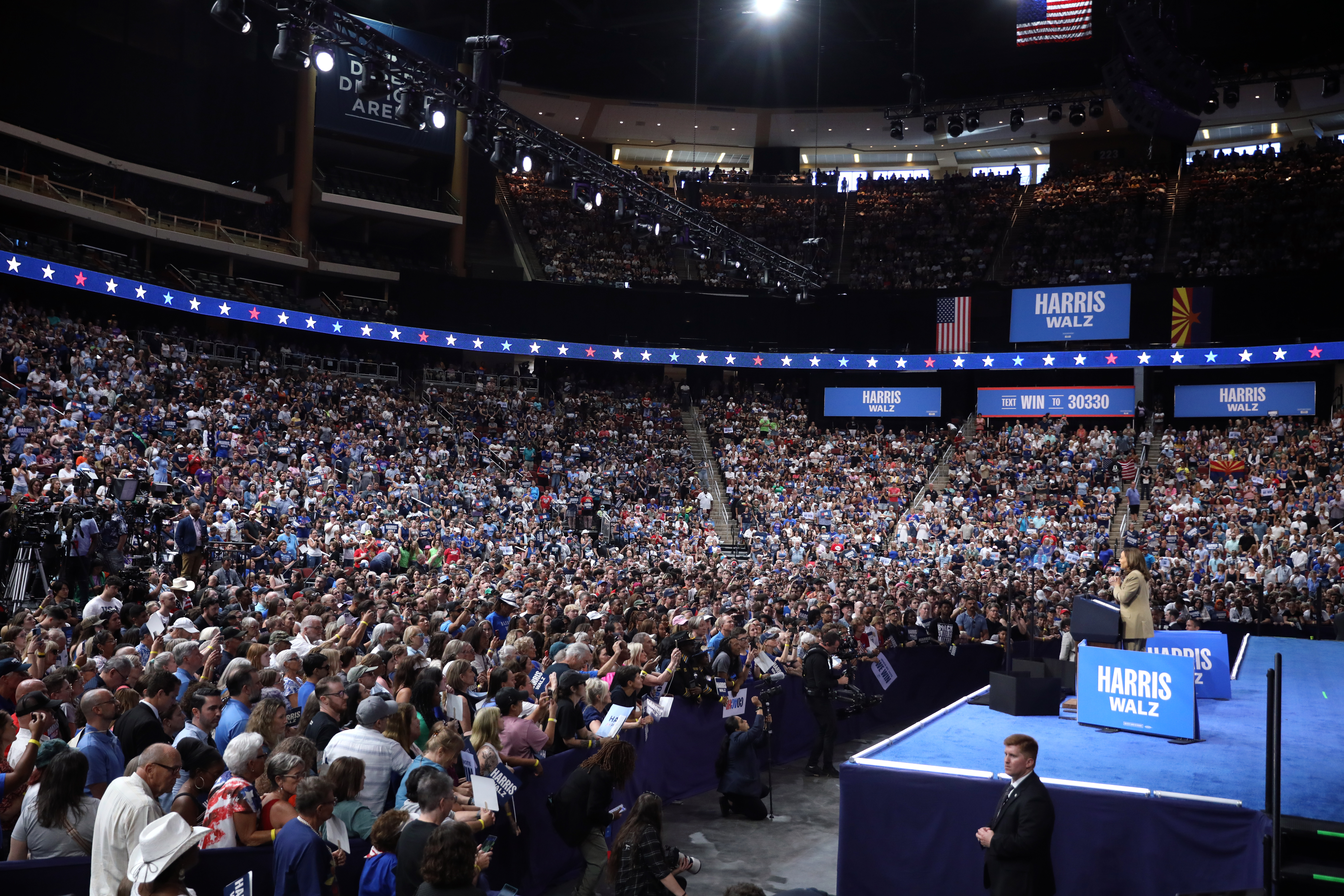
Kamala Harris durant un meeting électoral à Glendale, en Arizona, le 9 août 2024.
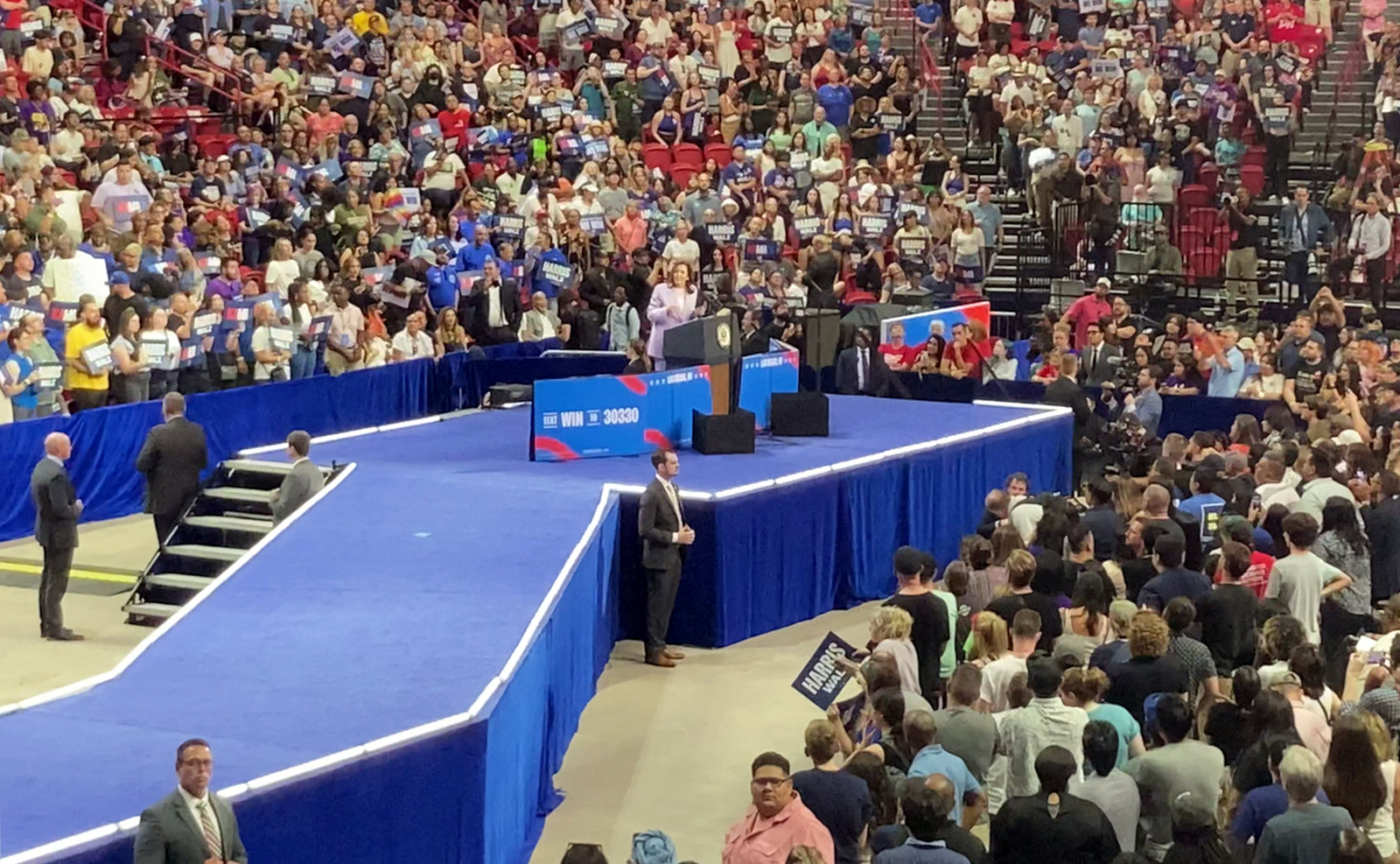
Harris en meeting au Thomas & Mack Center de Las Vegas, Nevada, 10 août 2024.
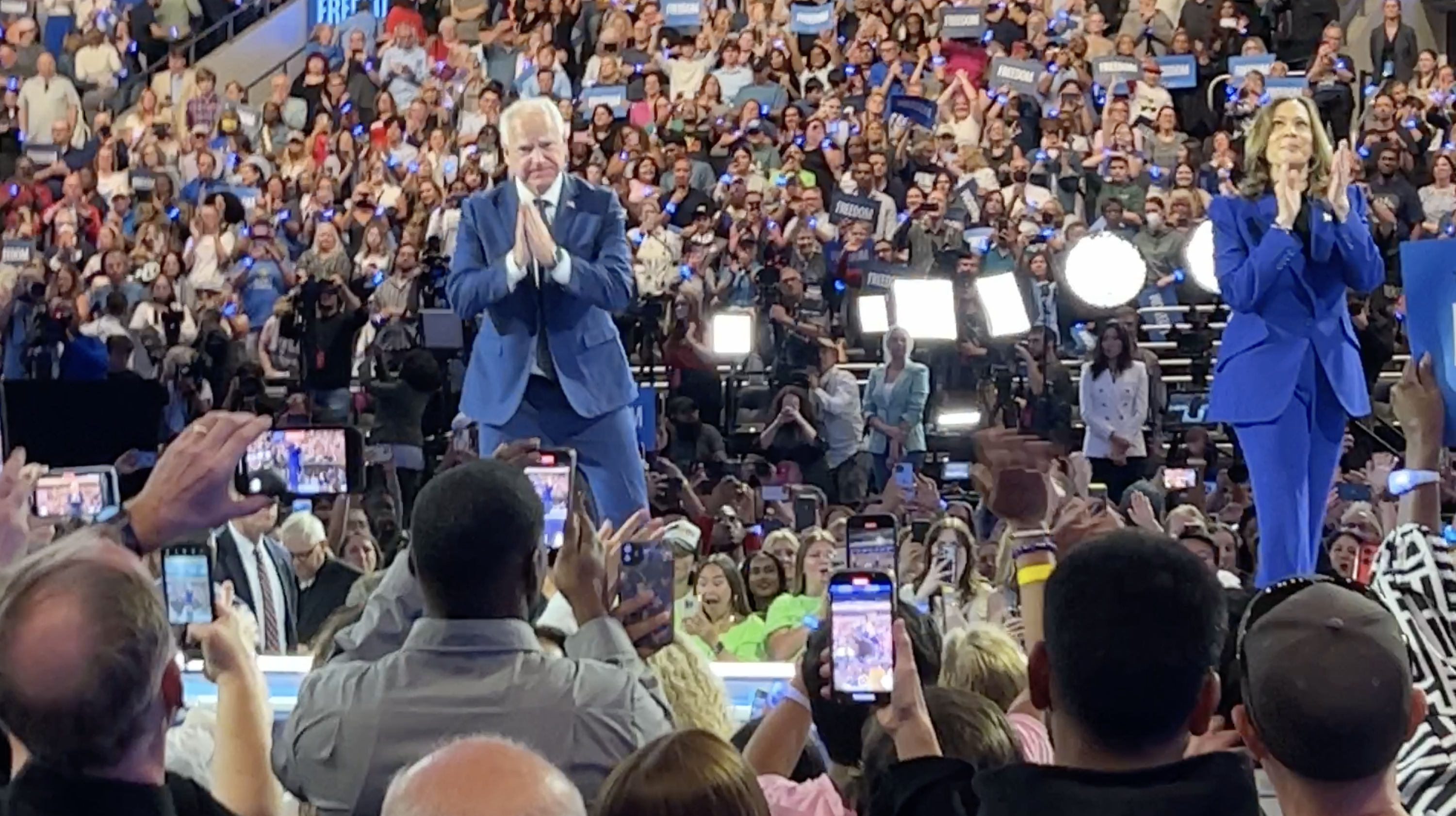
Harris et Walz durant la Convention nationale démocrate à Chicago, le 20 août 2024.

### Échec face à Donald Trump
Au soir du 5 novembre 2024, Kamala Harris est battue par le candidat républicain Donald Trump, qui remporte une majorité de grands électeurs et la devance également dans le vote populaire par 2,3 millions de voix, et qui est ainsi élu 47e président des États-Unis,.
La candidate démocrate s'exprime le lendemain depuis l’Université Howard, à Washington D.C. Concédant sa défaite, elle appelle à une « transition pacifique » du pouvoir tout en admettant que l’issue du scrutin « n’est pas celle que nous espérions ». Elle indique s’être entretenue avec Donald Trump peu avant sa prise de parole et l’avoir félicité. Au terme de son discours, Kamala Harris promet de « poursuivre le combat pour la démocratie ».

## Après la vice-présidence des États-Unis
Kamala Harris quitte ses fonctions le 20 janvier 2025 à midi. Elle est remplacée par J. D. Vance à la vice-présidence des États-Unis. Dès cette date, elle retourne s’installer à Los Angeles avec son mari Doug Emhoff. Harris s’engage alors rapidement dans des actions humanitaires et locales, notamment en participant à des distributions alimentaires destinées aux victimes des incendies en Californie du Sud et en rencontrant les pompiers mobilisés contre les feux de forêt.
En avril 2025, après un long silence, elle fait une apparition remarquée au gala du 20ème anniversaire de Emerge America où elle critique vivement l'administration Trump. 
Alors que son nom circule parmi les potentiels candidats à la fonction de gouverneur de Californie pour l'élection de 2026, Harris entretient pendant plusieurs mois le doute quant à ses ambitions. Ayant «  sérieusement réfléchi  » à une candidature, Kamala Harris annonce finalement le 30 juillet 2025 qu’elle ne sera pas candidate à ce poste, préférant se consacrer à un engagement national et au soutien d’autres candidats démocrates, tout en laissant ouverte la perspective d’un possible retour sur la scène lors de la scène présidentielle en 2028,.

## Prises de position

### Armes à feu
Kamala Harris est considérée comme favorable au contrôle des armes à feu, un sujet très controversé aux États-Unis. Elle estime que la vente de fusils d'assaut devrait être interdite car ces armes sont conçues pour tuer un maximum de monde. La National Rifle Association qualifie de « ridicules » ses déclarations anti-armes. Kamala Harris a affirmé qu'elle possédait elle-même un pistolet Glock, et qu'elle l'utilisait sur des stands de tir. Elle a également indiqué, sur le ton de la plaisanterie, qu'elle pourrait l'utiliser en cas d'agression à son domicile.

### Avortement

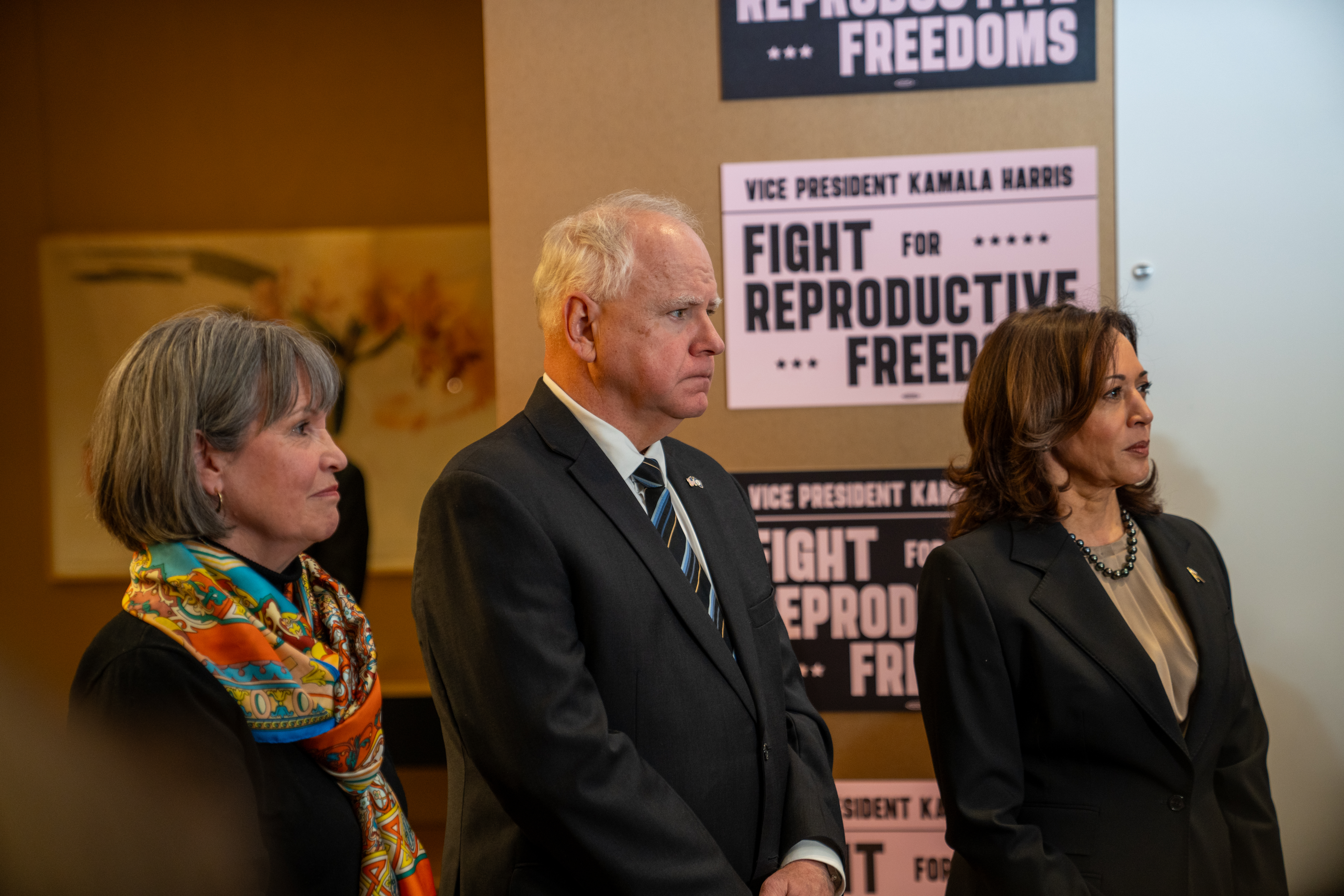
La vice-présidente Harris, à droite, visitant une clinique d'orthogénie à Saint Paul, Minnesota, 2024.

En mai 2019, Kamala Harris a soutenu une proposition de loi qui obligerait les États à obtenir l’approbation fédérale avant d’interdire l’avortement. Le 14 mars 2024, durant la campagne électorale, pour soutenir le droit des femmes à recourir à l'IVG, Harris visite une clinique d'orthogénie et centre du planning familial de Saint Paul au Minnesota, ce qui constitue une première pour un vice-président américain.

### Environnement
En septembre 2018, Kamala Harris et sept autres membres du Sénat parrainent une proposition de loi écrite par leur collègue Elizabeth Warren, le Climate Risk Disclosure Act, demandant plus de transparence aux grandes entreprises sur les risques économiques et financiers liés au changement climatique. Selon Elizabeth Warren, cette loi utiliserait « les forces du marché pour accélérer la transition des combustibles fossiles vers des énergies plus propres — réduisant ainsi les risques d'un problème environnemental et financier catastrophique, sans dépenser l'argent des contribuables ».
Kamala Harris déclare que son objectif serait que les États-Unis produisent 100 % de l'électricité à partir de sources d'énergies renouvelables. Elle soutient le Green New Deal, tel qu'introduit par la représentante Alexandria Ocasio-Cortez, déclarant que « le changement climatique est une réalité qui nous menace tous ».

### Immigration
En 2006, Kamala Harris soutient la politique de sanctuarisation de la ville de San Francisco. En 2021, elle a reconnu que la question de l’immigration ne relevait pas seulement de politique, mais davantage d’enfants, de familles et de leurs souffrances.

### Police et justice
Kamala Harris revendique une carrière de procureure progressiste, tout en ayant participé à la culture politique de répression dure à l'égard de la criminalité qui a prévalu en Californie après les années 1970, tant au sein des républicains que des démocrates. Cette culture aurait contribué à un très haut taux d'emprisonnement des Afro-Américains, qui représentaient cinq fois leur proportion de la population de l'État. Cet emprisonnement disproportionné, devenu un sujet majeur de la campagne présidentielle de 2020, handicape Kamala Harris, qui compte sur le soutien des Afro-Américains, alors que nombre d'entre eux ne voient pas d'un bon œil ses 27 ans à mettre en œuvre des lois qui les enfermaient. De manière plus générale, les tensions entre la communauté noire et les forces de l'ordre sont profondes.
Au cours de sa campagne, elle promet de diminuer l'emprisonnement de masse et de corriger les inégalités raciales dans le système judiciaire. En tant que procureure générale, elle a lancé un programme de formation aux biais inconscients pour les forces de l'ordre, et comme procureure de district elle a lancé un programme qui donnait la possibilité d'un non-lieu aux primo-délinquants pour des faits non accompagnés de violence s'ils terminaient une formation professionnelle. Ses critiques lui reprochent son attitude au tribunal quand il s'agissait de faire appliquer la peine de mort en vigueur en Californie, malgré son opposition personnelle, et ses menaces d'emprisonnement envers les parents d'écoliers absentéistes chroniques. À ce sujet, elle est notamment la cible du mouvement Black Lives Matter.

### Minorités sexuelles et de genre

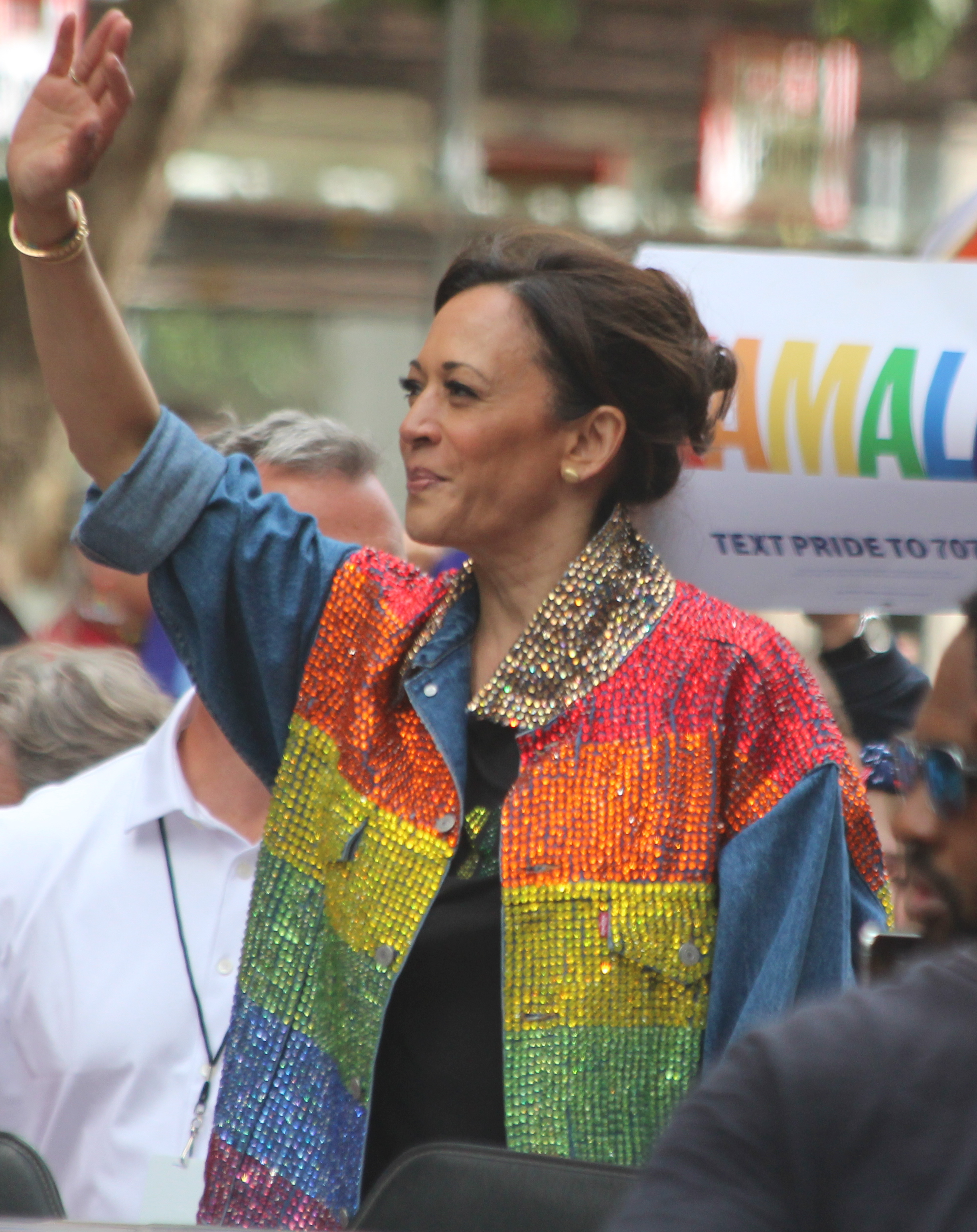
Kamala Harris à la San Francisco Pride de 2019.

Pendant son mandat en tant que procureure générale de Californie, Kamala Harris refuse de défendre devant un tribunal l'interdiction du mariage entre personnes de même sexe. Elle soutient les directives de l'administration Obama en faveur des étudiants transgenres.
Lorsqu'elle siège au Sénat des États-Unis, elle parraine la loi sur l'égalité (Equality Act), visant à protéger les individus des discriminations en raison de leur orientation sexuelle.

### Moyen-Orient
Kamala Harris déclare en novembre 2020 au média américain The Arab American News (en) « croire en la valeur de chaque Palestinien et de chaque Israélien, et nous travaillerons pour garantir qu'ils jouissent de mesures égales concernant la liberté, la sécurité, la prospérité et la démocratie ».

### Santé

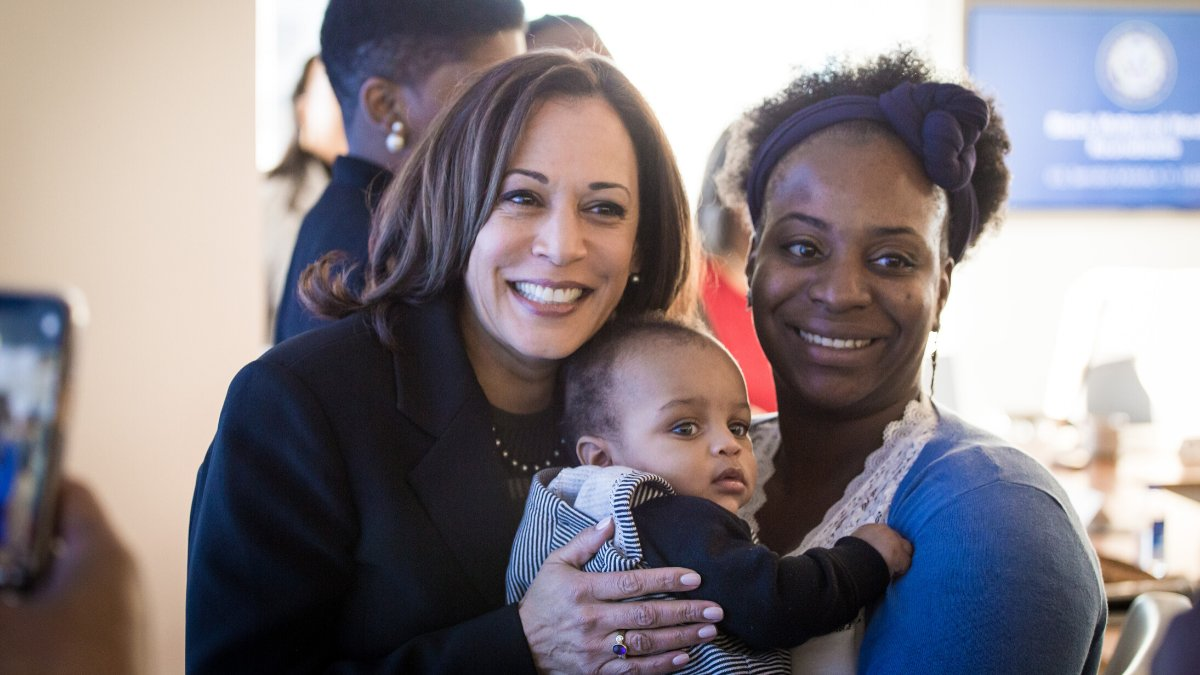
À gauche, la vice-présidente Harris lors d’un rassemblement sur la santé maternelle des femmes noires à San Francisco, organisé par son bureau et la California Breastfeeding Coalition, 2020.

Le 30 août 2017, Kamala Harris annonce devant la mairie d'Oakland qu'elle parrainerait le projet de loi « Medicare for All » du sénateur Bernie Sanders, qui promeut une couverture universelle des soins de santé (à payeur unique).

## Distinction
En 2020, Kamala Harris est désignée troisième femme la plus puissante du monde selon Forbes, deuxième en 2021 et troisième en 2022 et en 2023.

## Publications
- Avec Joan O'C Hamilton, Smart on Crime: A Career Prosecutor's Plan to Make Us Safer, San Francisco, Chronicle Books, 2009  (ISBN 978-0-8118-6528-9).
- Superheroes Are Everywhere, Londres, Penguin Young Readers Group., 2019  (ISBN 978-1-984837-49-3).
- The Truths We Hold: An American Journey, Londres, Penguin, 2019  (ISBN 978-1-984886-22-4).
Traduction française: Kamala Harris et Pierre Reignier (trad. Pierre Reignier), Nos vérités: mon rêve américain, Pocket, coll. « Pocket », 2022 (ISBN 978-2-266-32401-4)